# Magyar nemesség

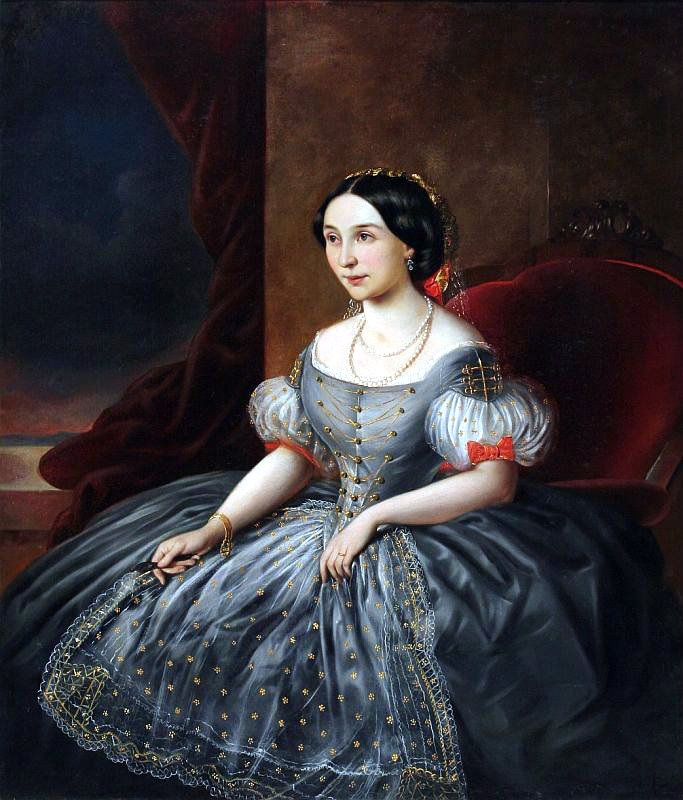
Barabás Miklós festőművész Előkelő hölgy portréja című 1860-as munkája

A magyar nemesség vagy magyar arisztokrácia, a magyar történelem során a feudális előjogokkal rendelkező uralkodó nemesi társadalmi osztály volt a Magyar Királyságban. Története a honfoglalásig és az akkori társadalom törzsi, nemzetségi berendezkedéséig vezethető vissza, kiegészülve a későbbi betelepülőkkel és betelepítettekkel, valamint a társadalmi ranglétrán helyben felemelkedettekkel. Számuk a kora újkori magyar történelemtől folyamatosan nőtt, 1787-ben Magyarországban, Horvátországban és az Erdélyi Nagyfejedelemségben több mint 400 ezer nemesi rangú személy élt. A kiegyezést követően a 19. századra az Osztrák–Magyar Monarchiában (azon belül is a Magyar Szent Korona országaiban) már 700–800 ezer fő számított valamely nemesi rétegből valónak (köznemes vagy főnemes). A nemesi rangok és címek viselésének végleges megszüntetéséről és magyarországi használatuk megtiltásáról a jelenleg is hatályos 1947. évi IV. törvény rendelkezik.

## A magyar nemesség rangjai és főnemesi címei

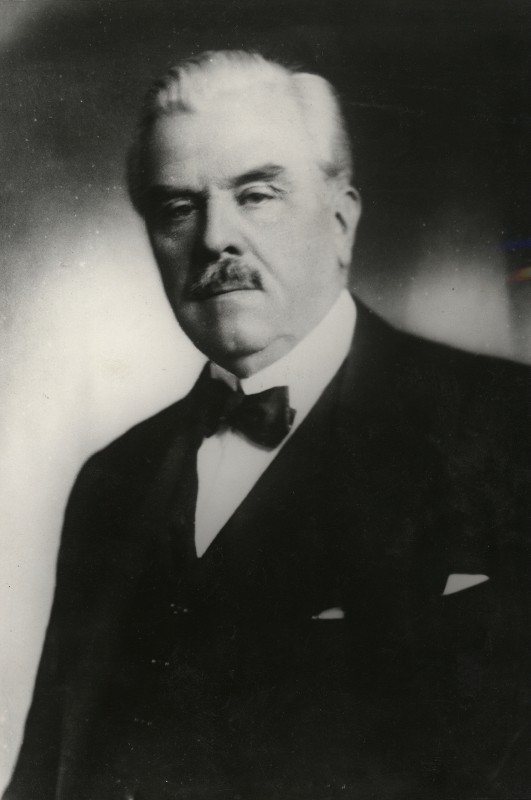
Zicsi és vásonkeői gróf Zichy János (1868–1944) jogász, császári és királyi kamarás, valóságos belső titkos tanácsos, nagybirtokos, a Magyar Királyság kultuszminisztere, legitimista politikus

A magyar nemességen belül a 16. század második felétől rendszerezve létezik a főnemesi címek használat; Magyarországon fontossági sorrendben csak adományozták a bárói és grófi címeket, melynek az első alacsonyabb ranggal bír; a Magyar Király törvényei és szokásai szerint, ezzel a két címmel, az adományozott összes fia és leánya jogosult hasznalatára, valamint fiú gyermekeinek az egyenesági fiúági leszármazottjai is. Tehát egy grófi címmel rendelkező asszonytól a fia vagy leánya nem örökölhette anyja címét illetve nemességét se, csak az apja rangját illetve címét örökölte. Az egyetlenegy család, amely őrgrófi címmel él, az a Magyarországra költözött olasz származású őrgróf Pallavicini család, valamint házasság révén később, az körösszegi és adorjáni őrgróf Csáky-Pallavicini család is. Az őrgrófi cím felett rangban a hercegi cím a legmagasabb. Magyarországon általában primogenitúra érvényesül, azaz a legidősebb fiúgyermek viszi tovább - a családfő - a hercegi címet, majd halála után az ő legidősebb fiúgyermeke örökli. Miközben a családfő a hercegi címet viseli, gyermekei, testvérei, a család általánosan viselt grófi címét viselik; kivétel ebből a szempontból az Esterházy család, ahol a hercegi ágon minden családtag herceg illetve hercegnő (Esterházy Pál 1687-ben kapott személyre szólóan német birodalmi hercegi rangot először a családból, amit kiterjesztettek primogenitúrára 1712-ben, nemesítési és pénzverési jogokkal, majd végül a hercegi ág minden tagjára kiterjesztették 1783-ban).

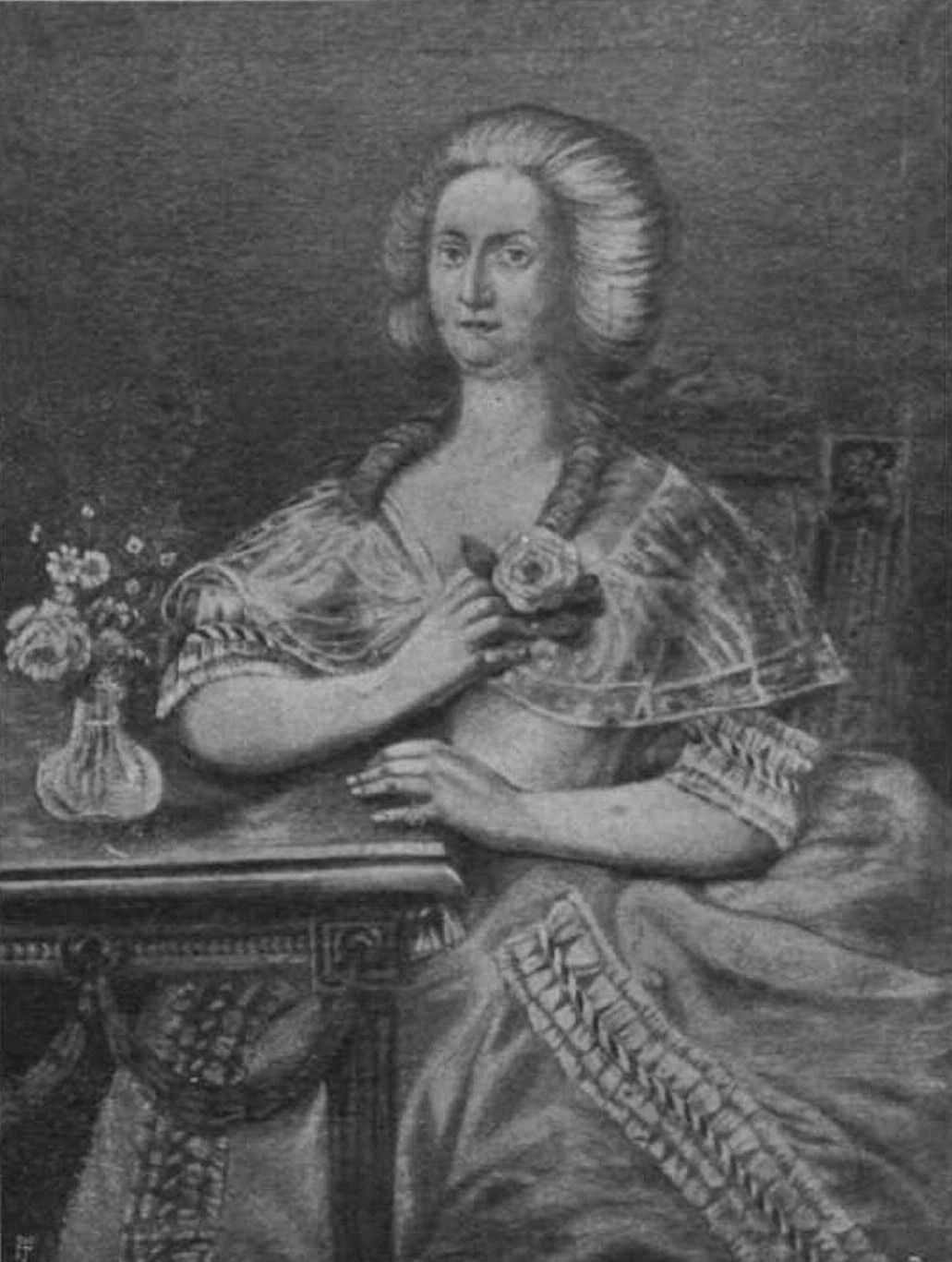
Idősebb kehidai Deák Ferencné szarvaskendi és óvári Sibrik Erzsébet (1768–1803), Deák Ferencnek, a Haza Bölcsének édesanyja

A főnemesi címek nélküli magyar középnemesség vagy köznemesség rétegei nagy vagyon és presztízs különbségekkel éltek. A vármegye közigazgatásának a vezetése, valamint igazságszolgáltatása a közép nemesség legvagyonosabb családok, azaz a jobb módú birtokos köznemesség (bene possessionati), kezében volt; a vármegyei alispáni-, főjegyzői-, és országgyűlési követségi tisztségeket töltötték be évszázadok során. A 18. században és a 19. század első felében gyakran előfordult az anyakönyvekben és más hivatalos iratokban a "főnemes" (latinul: praenobilis) megnevezés a vagyonosabb, tekintélyesebb főnemesi cím nélküli köznemeseknél is. Tehát például 1779-ben, amikor a zalamegyei köznemesi tubolyszeghi Tuboly László alszolgabíró feleségül vette boldogfai Farkas Erzsébetet, boldogfai Farkas Ferenc zalai alispánnak a lányát, a házasságkötésnél a kisasszony úgy szerepelt mint: "Praenobilis Virgine Elisabetha Farkas (de Boldogfa), azaz "a főnemesi boldogfai Farkas Erzsébet kisasszony", holott a tekintélyes zalai család nem rendelkezett sem bárói, sem grófi, sem más egyéb főnemesi címmel. Ez a szokás a köznemeseknél a 19. század második felében átalakult, és csak a főnemesi címekkel rendelkezőket nevezték főnemeseknek.
Presztízsüktől függve a köznemeseket táblabíróvá választotta meg a vármegye, szokás amely gyakoribb volt a 19. század első felében, azonban az 1848-as szabadságharc után megszünt. Deák Ferenc „a haza bölcse” mind apai, mind anyai ágon előkelő dunántúli köznemesi családoknak a leszármazottja volt: apja, a kehidai Deák család sarja, anyja, szarvaskendi és óvári Sibrik leány, apai nagyanyja, a hertelendi és vindornyalaki Hertelendy család tagja volt. Ezek közül többen hosszú évszázadon során kormányozták a vármegyét alispánokként, illetve a járásokat szolgabirákként, valamint jelentősebb földbirtokkal rendelkeztek. A köznemesség alsó rétege gyakran gyógyszerészi-, ügyvédi-, postamesteri-, valamint főnemesi családoknál uradalmi gazdatiszti állásokat vállalt; ugyanakkor kisebb nemesi birtokokkal is rendelkezhetett. Kossuth Lajosnak apja, Kossuth László uradalmi ügyész volt Monokon az gróf Andrássy családnál.
A közép nemesség alatt a legalacsonyabb, néha vagyontalan illetve földbirtok nélküli is kurta- vagy kisnemesség helyezkedett el. A kisnemesség gyakran kispolgári foglalkozásokat űzött (kovács, szabó, kádár stb.), azonban jobbágyi szolgálatokra is kényszerülhetett.

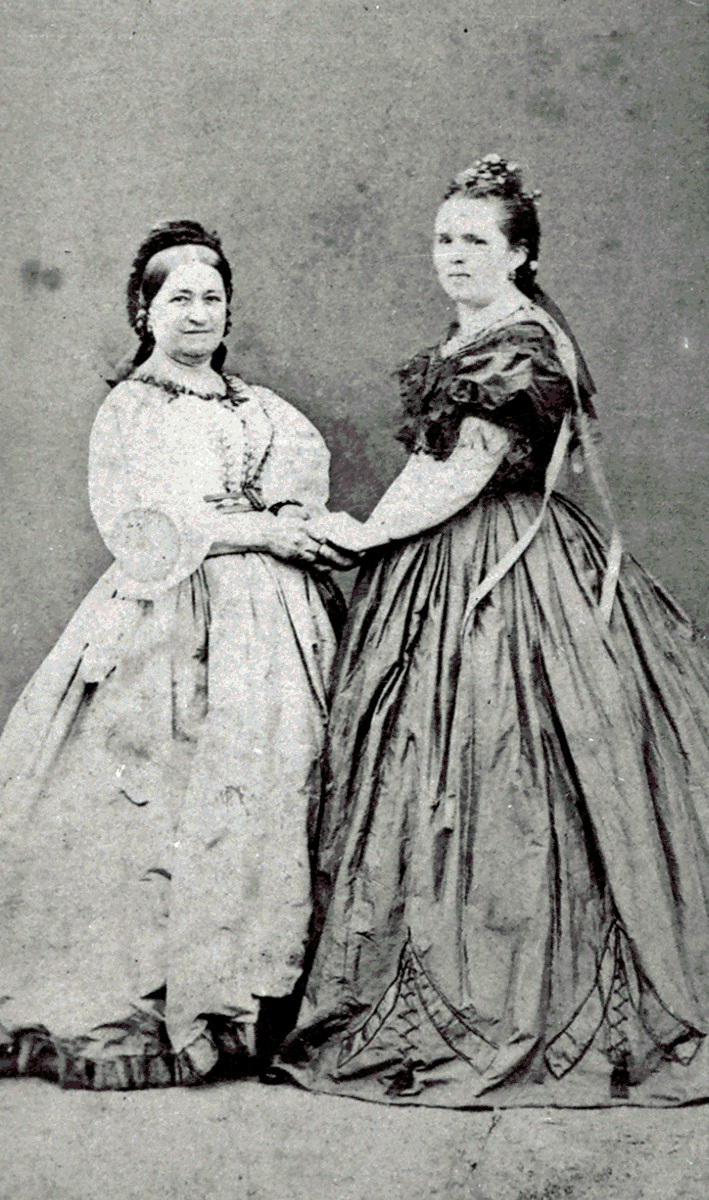
Két Zala vármegyei nemes asszony: nemesnépi Marton Józsefné verbói Szluha Rozália (1816–1883) és leánya, boldogfai Farkas Ferencné nemesnépi Marton Zsófia (1842–1900), nemesvitai Viosz Lajos özvegye

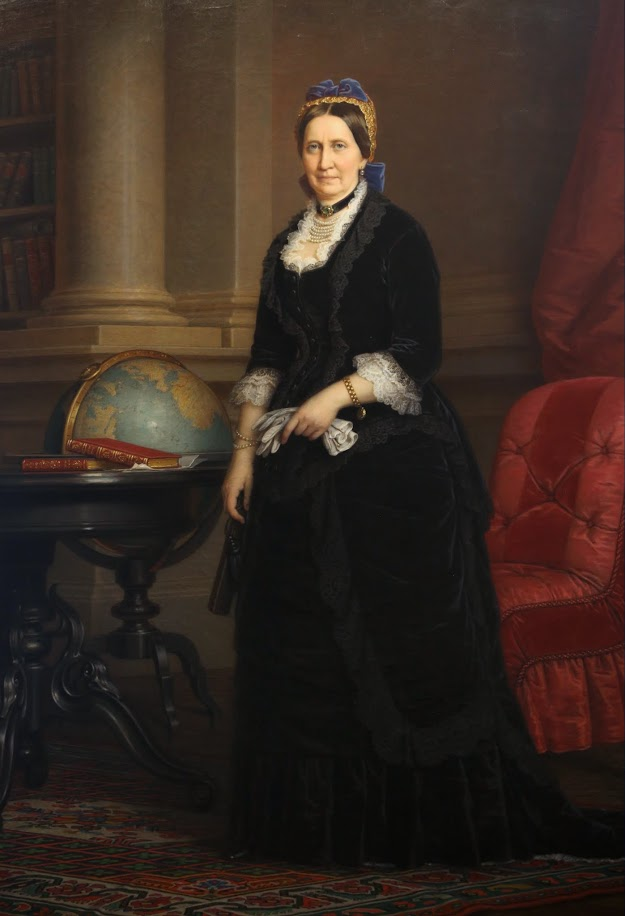
Fáradi Veres Pálné, született benici, micsinyei és pribóci Beniczky Hermin (1815–1895) a magyar nőnevelés úttörője, a 19. század iskolaalapító magyar nagyasszonya és alapítója az Országos Nőképző Egyesületnek is

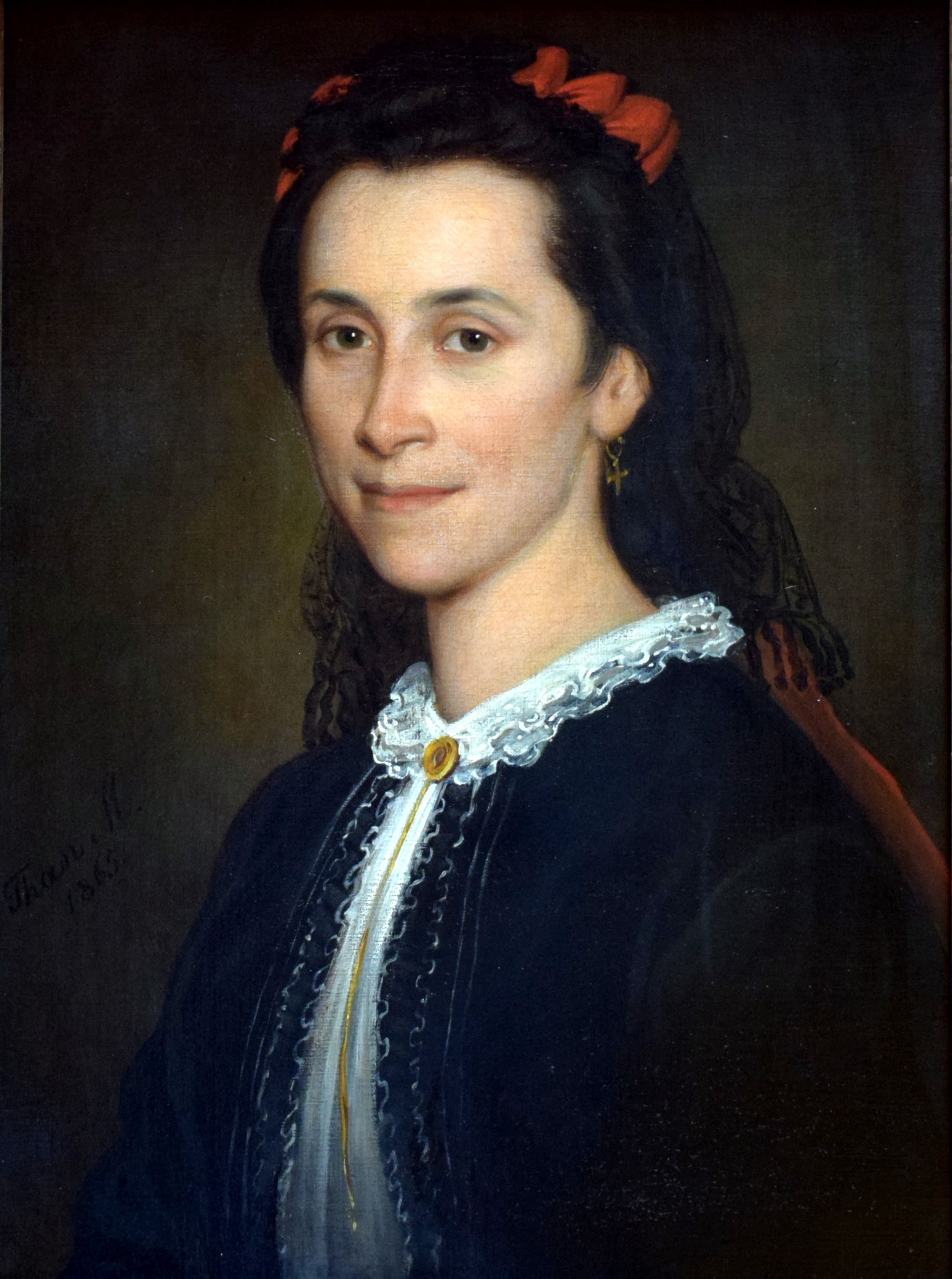
Báró vásárosnaményi Eötvös Józsefné barkóci Rosty Ágnes (1825–1913) báró Eötvös Loránd édesanyja. Than Mór alkotása

A magyar nemesség gyakran nemesi előnevet is használt a vezetékneve előtt; ezt az előnevet általában az ősbirtokuk után vették fel vagy kapták adományban. A gróf Zichy család a „zicsi és vázsonykői” előneveket használta, amelyek a család ősi birtokait tüntette fel. A nemesi előnevek szintén arra szolgálták, hogy a gyakori vezetékneveket lehessen megkülönböztetni más azonos nemesi-, vagy nem nemesi családokéitól. Előkelő és jelentős presztízzsel rendelkező köznemesi családok gyakori vezetéknévvel voltak: a galántai Balogh-, a boldogfai Farkas-, a kisbarnaki Farkas-, a szentgyörgyi Horváth-, a zalabéri Horváth-, az eleméri és ittebei Kiss-, a nemeskéri Kiss-, a felsőbüki Nagy-, a szalapatakai Nagy-, a lovászi és szentmargitai Sümeghy-, és a kisgeszényi Szabó családok, valamint sok más is. A családok általában egy nemesi előnevet használtak de előfordulhatott, hogy kettővel is szerepeltek. Ritka esetekben találkozhatunk olyan családokkal, amelyet 3 nemesi előnevet használtak: például a „benicei, micsinyei és pribóci” Beniczky család, azonban általában csak úgy szerepeltek mint „benicei és micsinyei” Beniczky. A nemesi előnév az adományozásakori helyesírással került fel a kutyabőrre, ma viszont a jelenlegi helyesírás szerint kell irni. Sok esetben a középkorban vagy török korszakban bizonyos határőri településeknek az összes lakosságát nemesítette az uralkodó, hogy cserében határőri szolgálatot teljesítsen; ekkoriban az összes család ugyanazt a nemesi előnevet használta. A Vas vármegyei alsó- és felsőőri települések egy jó példa erre: felsőőri Bertha-, a felsőőri Fábián-, a felsőőri Lakner-, a felsőőri Nagy-, a felsőőri Osvald- családok és több más is.

## A honfoglalás és a kalandozások kora
A honfoglaló magyarok a Kárpát-medencében valószínűleg törzsenként telepedtek le, de a háborús vonulás elmúltával valószínűleg a törzsek alatti nemzetségek váltak fontosabbá, mint kultusztközösségek, amelyek békésebb időben is funkcionálnak. A törzsfő maga is nemzetségfő volt, a katonai szerepet betöltő törzs vezető nemzetségének nemzetségfője. A törzseknek valószínűleg ezért nem lehet nyomát találni a későbbi államszervezetben, a vármegyerendszer viszont a honfoglalás kori sztyeppei nemzetségi szervezet leképezésének tűnik, amelyik méretében szerencsésen találkozott a karoling grófi szervezettel. Az ispán feladatköre lényegében megegyezett a frank gróféval (grafio, latinul comes).
A honfoglaló magyarok temetőinek régészeti feltárása alapján a társadalom háromrétegű tagolódása rajzolódik ki. A felső réteg, amelybe a – korabeli szóval úr – törzsfők és – korabeli szóval bő – nemzetségfők tartozhattak, magányos sírba temetkeztek, aranyveretes ruhában, aranyozott szablyával és edényekkel. A középréteget a gazdagabb tisztektől egyszerű vitézekig terjedő, ezüstveretes ruhában, íjjal, nyíllal, a toron elfogyasztott ló részeivel kis családi vagy az ezekhez hasonlító nagycsaládi temetőbe temetkezők között találjuk, akik mellé esetleg háziszolgákat és szegény rokonokat is temettek. A harmadik réteg a – korabeli szóval ín – közrendűeké, akiket a faluközösség nagy közös temetőjében találunk, ahol kevés a fegyverrel és lószerszámmal való temetkezés. Ez a réteg a még szabad emberektől a zsugorítva temetett vélhető rabszolgákig terjed. Az első és harmadik réteg helyzete közötti nagy különbséget érzékelteti bőség és ínség szavunk.
Az első két és a harmadik réteg arányát valamennyire érzékelteti, hogy Dzsajháni a fejedelemmel kivonuló 20 ezer lovasról beszél,
míg becslések szerint a honfoglaló magyarok teljes létszáma 400 ezer lehetett.

## Az államalapítás és a királyi vármegyerendszer kora
Géza fejedelem és István király híveiből kialakult egy uralkodó réteg, amely földbirtokkal rendelkezett, amin termelő parasztok és szolgák dolgoztak, akik munkájukkal tartották el őket. A birtokosok mint fegyveres szabadok katonáskodni tartoztak a királynak. Ők két részre tagolódtak, akiket István király törvényei is megkülönböztetnek mint „nagyobbak” (maiores), illetve „kisebbek” (minores), az utóbbiak alkották a társadalom középrétegét.
A nagyobbakat „születésre és méltóságra nagyobbak” (maiores natu et dignitate) (I. 21. §), illetve comes (I. 9, 35. §) megjelöléssel is említi a törvény. Ők birtokuk nagyságával, szolgálóik számával és a közéletben betöltött szerepükkel emelkedtek a kisebbek fölé. Közülük kerültek ki a királyi tanács (consilium) tagjai és az országos gyűlések (commune concilium, senatus, conventus) hangadói és az ispánok (comes). Nekik saját fegyveres kíséretük is volt, és személyes fegyverzetükkel is kitűntek a középrétegek közül. Nehézfegyverzetük, sisakjuk, páncéljuk volt, a nyugati lovagoknak még a kísérete is többnyire nehézfegyverzetű volt.
Eredetüket tekintve ők a Gézának és Istvánnak meghódoló – magyar, kabar, besenyő – törzsfők és nemzetségfők, hódolt pannóniai és moráviai főemberek, valamint külföldi hercegnőkkel és főpapokkal érkezett lovagok utódai voltak, akik örökös birtokot kaptak, illetve azzal eleve rendelkeztek. István király II. törvénykönyvének 2. cikke a birtokolt javak (bona) két fajtáját említi, a sajátot (propria) és a királyi adományt (dona regalia). A saját birtokok eredete a nemzetségfők korábbi téli szállásai és körülhatárolt legelőterületei. A nem állandó jellegű nyári szállások nem rögzültek későbbi birtokká, bár nevükben gyakran megőrizték korábbi használójukat. A 11–12. században ezt a vezető réteget nevezték csak nemeseknek (nobiles).
A kisebbek, a társadalom középrétege, az uralkodó osztály alsó rétege fegyveres vitézekből állt, akik ekkor még sokkal kevésbé alkottak egységes réteget. Helyzetük függött attól, hogy hol kaptak földet és feladatot. A királyi birtokon (királyi udvarház) a nádor alá tartozott mint királyi szerviens. Várföldön (királyi vármegye) mint az ispánság „jobbágya” („várjobbágy”) szolgált. Egyházi földön az egyház szabad milese lett. Világi nagybirtokon az úr vitéze volt. Az is különbséget jelentett helyzetükben ezen felül, hogy birtokát örökbirtokként vagy a szolgálat fejében szolgálati birtokként kapta. Ez ugyanakkor ténylegesen nem volt nagy különbség, mert a szolgálatot könnyen átörökíthette fiára a szolgálati birtokkal együtt ebben az időben, amikor föld bőven állt rendelkezésre, és sokkal nagyobb értéket képviselt egy hű szolgáló. Ezeket a rétegeket a 13. század elejétől nevezték „nemeseknek” (nobiles), de csak a szerviensek számítottak az ország igazi nemeseinek (veri nobiles regni).
A várjobbágy lombard párhuzama az arimann – a longobárd heerman vulgáris latin („olasz”) alakja –, akiknek szolgálati birtoka volt az elidegeníthetetlen, de átörökíthető arimann-birtok.
Az István király korabeli birtokrendezés vált a későbbi birtokviszonyok alapjává. Kálmán 1100 körüli törvényei megkülönböztetik Szent István adományát – beleértve a még régebbi saját birtokot – a későbbi királyok adományától. Az utóbbit – ezt nevezték később „adománybirtoknak” – csak a fiak és testvérek, valamint a testvérek fiai örökölhették, egyébként visszaszálltak a királyra, míg az előbbieket – ezt nevezték később „nemzetségi birtoknak” – a szélesebb rokonság, a nemzetség is. Ezen jogi viszonyok miatt nevezték magukat az úri nemzetségek az István korabeli – vagy későbbi bevándorló esetén a későbbi – birtokosról, s nem az eredeti nemzetségfőről vagy törzsfőről, akitől a nemzetség valójában eredt.
A nemzetségi birtokok 12–14. századi állapota alapján kikövetkeztethető, hogy István király a korábbi nemzetségi terület egyharmadát meghagyta a helyi nemzetség kezében, a kétharmad részből pedig királyi udvari birtok és az ispán kezelésébe és haszonélvezetébe tartozó várispánsági vagy egyházi birtok lett. Ezek együtt alkottak egy-egy az ispán igazgatása alá tartozó királyi vármegyét. Az udvari és a várbirtok aránya is kétharmad-egyharmad volt.
A udvari és várszervezethez csatolt katonai elem, a várjobbágyok lakóhelyeit tudhatjuk a magyar törzsnévvel – Nyék, Megyer, Jenő, Kér, Keszi, Kürt, Gyarmat, Tarján – vagy hasonló más etnikai csoportnévvel – Varsány, Örs, Berény, Ladány, Ság, Besnyő, Horváti („fehér horvát”), Oroszi („rusz-varég”) – jelölt falunevek mögött. Ezt támasztja alá, hogy csak várjobbágy nemzetségek származtatták magukat törzsnévből (Kér nemzetség de genere Quer, Kürt nemzetség de genere Kurth).[forrás?] Ezen falvak már István király korai okleveleiben szerepelnek, azaz korábban létrejöttek, Géza fejedelem vagy esetleg Taksony fejedelem idején. Társadalmi keresztmetszetük arra utal, hogy bennük a katonaháztartások (várjobbágyok) mellett 2-4-szer annyi szolgarendű szolgáltató háztartás is volt, amelyek az ellátásukat segíthették – az ún. várnépek. A várjobbágyfalvak a későbbi kisnemesi falvak előzményei.

## Az Aranybulla, a nemesi vármegyerendszer és az egységes nemesség kialakulása

A Gutkeled nemzetség címere

A 12. század második felétől a királyi hatalom hanyatlásával, illetve a királyi vármegyerendszer felbomlásával a szerviensek helyzete is romlott, mert a világi nagyurak magánföldesúri függésbe akarták vonni őket a várjobbágyokkal együtt. Ez ellen a nyomás ellen a szerviensek és a várjobbágyok együtt léptek fel, a királyi szerviensek lettek az Aranybulla-mozgalom vezetői. Meg akarták őrizni a kizárólag a királytól való függésüket, meg akarták védeni birtokaikat, ezért a nagybirtokosokhoz hasonlóan ők is egy „ősfoglaló” elődről (de genere ...) kezdték nevezni magukat, mint akik az ő nemzetségéből származnak. A nemességbe a közszabadsággal rendelkező királyi szerviensek, valamint a várjobbágyok azon része jutott be, akik önálló egzisztenciával is rendelkeztek, és szabadságukat Szent István idejéig vissza tudták vezetni (a „Szent Király szabadjai”).

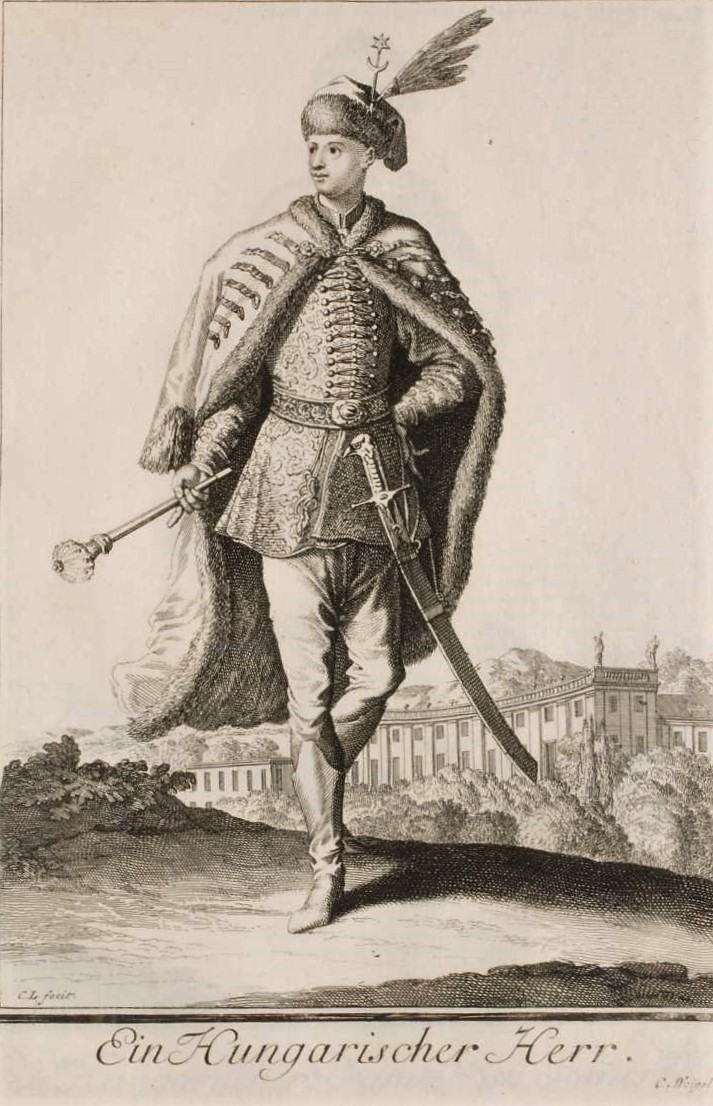
Magyar úri viselet (1703)

A nemesség jogait II. András 1222. évi Aranybullája és 1231. évi második aranybullája, IV. Béla 1267. évi és III. András 1290. és 1298. évi dekrétumai rögzítették, majd Nagy Lajos 1351. évi törvénye ismerte el.
1222-ben mentesültek a szabadok dénárai, valamint valamennyi pénz- és terményadótól és a szállásadó kötelezettségüktől (descensus). Ez azonban csak személyükre és házukra vonatkozott, a földesúri hatóságuk alatt élő népekre nem. Bírájuk a király vagy a nádor törvényszéke volt, hadba vonulni csak a király zászlaja alatt voltak kötelesek és elvben csak az országot ért támadás esetén, bár ezt az Anjouk sokszor figyelmen kívül hagyták. A nemesekkel szemben az ún. egyházi nemeseket vagy prédiális nemeseket, továbbra is egyházi vagy világi földesurukhoz kötötte had- és szolgáltatáskötelezettségük még ha ők maguk is földesurak voltak. A 31. pont lehetőséget adott a főpapoknak és az előkelőknek a királlyal szembeni engedetlenségre (ellenállási jog), amit majd csak később terjesztettek ki az egész nemességre.
A rendelkezések nem nagyon éreztették hatásukat, ezért, valamint az egyháziak követelésére 1231-ben sor került az Aranybulla megújítására (második aranybulla), amikor a 31 cikkelyből 12 nem került bele újra, viszont számos új, az egyháziaknak kedvező rendelkezés igen. A királyi szerviensek jogállása nem változott, viszont a várjobbágyoké ekkor romlott, ami azt mutatja, hogy a két réteg szövetsége ekkora felbomlott.
1267-ben adta ki IV. Béla azt a „nemesi chartát”, amit nem láttak el aranypecséttel, a kutatás mégis ezt tekinti mintegy a harmadik aranybullának. Ennek előfeltétele a király és István ifjabb király közötti harc lezárása volt, ami 1266-ban a margitszigeti egyezménnyel történt meg. 1267-ben a még mindig megosztott ország nemesei „akiket szervienseknek mondanak”, a király, az ifjabb király és Béla szlavón herceg elé járultak, hogy tartsák meg őket még Szent Istvántól nyert szabadságukban – valójában korábbról származó, Szent István által megtartott és azóta megőrzött közszabadságukban. Ebben többek között szerepel, hogy a fehérvári törvénynapon, augusztus 20-án minden vármegyéből két vagy három nemes köteles megjelenni, ami a nemesi vármegye kialakulásának folyamatát mutatja.
1351-ben a nemzetségek vagyoni alapjának védelme érdekében Nagy Lajos átírta és megerősítette az 1222. évi Aranybulla rendelkezéseit, a szabad végrendelkezésre vonatkozó szakasz kivételével, amely helyére az ősi nemzetségi birtok régi törzsi-nemzetségi módra való öröklődése újult fel (ősiség). Ekkor viszont már minden az örökhagyó által örökléssel szerzett birtok ősinek számított, csak a személyesen adományba kapott nem. Az ősiség törvénye egyszerre korlátozta a szabad rendelkezést – közte pl. az egyháznak való adományozást – és a királyra való visszaháramlást. Ekkor megszűnt minden jogi különbség az egységes nemesség leggazdagabb és legszegényebb rétegei között („az ország összes igazi nemese ... egy és ugyanazon szabadsággal éljen”).
Ekkortól a „nemességnek” két alapvető feltétele volt, a nemesi származás – lehetőleg emberemlékezet óta – és nemesi birtok, amelyet a hadbavonulási kötelezettségen kívül (lásd: felkelő nemesség) egyéb kötelezettség nem terhelt. A 14. század végére – saját személyükre vonatkozóan, a birtokaikon élő jobbágyokra nem – megszabadultak az egyházi tized fizetésétől is. A birtokos nemessel szemben a birtoktalan nemtelennek számított. Kivételesen be lehetett jutni a nemességbe királyi birtokadomány útján történő nemesítéssel – ami a 14. század után már nem volt gyakori – és nemes leánnyal kötött házasság révén, ahol a nemesi birtokot a leánynegyed biztosította. Ilyenkor az utódok már nemesnek számítottak.
A nemes a birtokán élő jobbágyoktól szolgáltatásokat követelhetett, kisebb ügyekben úriszéke révén felettük bíráskodhatott, kivéve az olyan ún. egytelkes nemeseket (nobiles unius sessionis), akiknek jobbágya nem, csak egyetlen nemesi telke volt.
Ezután 1916-ig lényegében valamennyi uralkodó megerősítette az 1222. évi Aranybullát, kivéve hogy a magyar rendek 1687-ben kényszerből lemondtak az ellenállási jogról.

## A rendi Magyarország kora

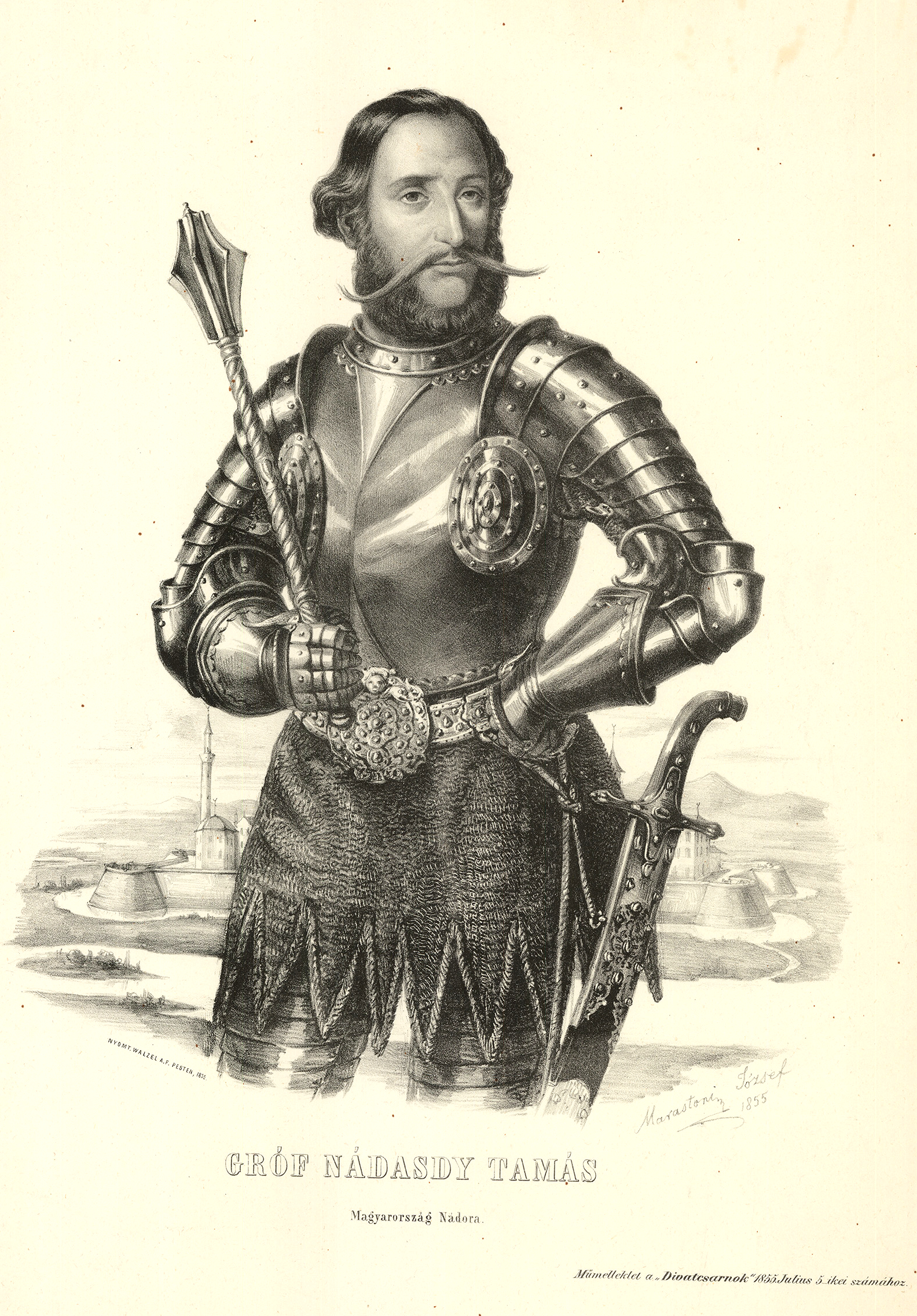
Báró nádasdi és fogarasföldi Nádasdy Tamás (1498–1562), Horvátország és Szlavónia bánja, Vas vármegye főispánja, a Magyar Királyság országbírója, nádora

A magyar nemesség (vezető rétegének) jelentős része vesztette életét a mohácsi csata során. A megmaradtak a királyi Magyarország területére menekültek. Itt azonban a Habsburgok egyre inkább abszolutista politikát folytattak, és igyekeztek megfosztani a magyar főnemességet (1608 óta léteznek a nemesi rendek) jogaitól. A magyar rendiség épp a XVI. században élte fénykorát, így nagyon erős rendiséggel találták szemben magukat a spanyol területeken az abszolutizmushoz szokott Habsburgok, s kísérletet tettek a magyar rendiség fölszámolására. I. Ferdinánd (1526–1564) még látta az erős, nagy Magyarországot, utódai csak a megfogyatkozott, megroggyant országot ismerték, amely rászorul a Habsburg impériumra s ezért kevésbé vették komolyan, kevésbé tisztelték azt. Komolyabb kísérletre I. Rudolf (1576–1608) uralma idején került sor, melynek a Bocskai István vezette felkelés szabott gátat (1604–1606). A magyar nemesség vezetésével a Habsburg Birodalmon belül, a morva és osztrák rendekkel együtt koalíciót kötöttek Rudolf ellen, helyére öccsét, Mátyás főherceget, a későbbi magyar királyt akarták ültetni. A szövetség sikerrel járt, az új király Mátyás, megerősítette a magyar rendi jogokat, helyreállt a rendi dualizmus (1608–1671). Újra betöltötték a nádori tisztséget, amely Nádasdy Tamás nádor 1562-es halála óta betöltetlenül állt, s az új nádor Illésházy István, az első protestáns nádor lett. A nádor, mint a rendiség feje a nemesség vezetője, az ország főkapitánya a király külföldi tartózkodása idején annak helytartója a királyválasztásnál az övé az első szavazat, a panaszokat a király elé terjeszteni köteles stb. - 1485. évi nádori cikkek - a Habsburg királyok ezt akarták a tisztség be nem töltésével kiküszöbölni. Többnyire nádori helytartót -leginkább az esztergomi érsekeket neveztek ki (akik a rendeknek nem voltak lekötelezve, úgy mint a nádor) Oláh Miklós, Verancsics Antal, majd az esztergomi érseki széket is betöltetlenül hagyja I. Miksa király, s Telegdi Miklós személyében érseki helytartót nevez ki. A Harmincéves háború (1618–1648) során a magyar rendiségnek sikerült megőrizni a rendi jogokat az Erdélyi Fejedelemség támogatásával. (Bethlen Gábor, I. Rákóczi György Habsburg-ellenes hadjáratai) mindezt úgy, hogy eközben a birodalom osztrák és cseh területein a Habsburg uralkodók felszámolták a rendiséget, s kiépült az abszolutizmus.
A harmincéves háború lezárása (1648) után, és az erdélyi fejedelemség bukása (1660) (II. Rákóczi György csúfos lengyelországi hadjárata) következtében a megerősödő bécsi udvar, és a védelem nélkül maradt Királyi Magyarország közötti egyensúly felborult, s a Habsburgok javára billentette a mérleg nyelvét. Az új király, I. Lipót erélyes lépéseket tett Magyarország katolikussá tételéért, és a rendi különállás megszüntetéséért (a birodalom osztrák és cseh részein teljesen fölszámolták a harmincéves háború idején a rendi államot, és abszolutizmust vezettek be a Habsburgok). Ez, továbbá I. Lipót tanácsadóinak "köszönhető" magyarellenessége nemesi ellenállást váltott ki, ami többek között a Wesselényi Ferenc, és Zrínyi Miklós vezette összeesküvésekben Wesselényi-összeesküvés nyilvánult meg. Csakhogy ezen összeesküvések mind súlyos megtorlásokba fulladtak. Amelynek következménye lett a rendi állam fölszámolása, a rendi országgyűlés mellőzése, a nádori hivatal eltörlése, kormányzóság fölállítása, és az abszolutizmus bevezetése. Az abszolutizmust (1671–1681) nem sokáig lehetett fenntartani, ugyanis számottevő volt az ellenállás a rendek részéről. I. Lipót 1681-ben kénytelen volt összehívni a rendi országgyűlést, ahol helyreállították a magyar rendi alkotmányt. Visszaállították a nádori hivatalt is, az új nádor Esterházy Pál lett.
A török kiűzését eredményező háború során 1686-ban sikerült Budát visszafoglalni, főleg császári és nemzetközi seregek segítségével, nem magyar kezdeményezéssel, és nem nagyarányú részvétellel, (tehát nem a magyarok játszották a főszerepet, sőt Thököly csapatai a török oldalán vettek részt a harcokban). Ennek súlyos következményei lettek a magyar rendiség szempontjából. A Habsburgok „benyújtották a számlát”, és az 1687. évi pozsonyi országgyűlésen elfogadtatták a magyar rendekkel a Habsburg-ház fiágának örökösödési jogát a magyar trónra. A magyar nemesség ezzel lemondott a (Habsburg-házon belüli) szabad királyválasztás jogáról is. Tehát ezután, mindig a Habsburg-ház osztrák férfiágának leszármazói közül fognak királyt választani, amennyiben az kihalna, akkor a Habsburgok spanyol ága örökölné a magyar koronát is. Ha a spanyol ág is kihalna akkor a szabad királyválasztás joga visszaszáll a magyar nemzetre. (1687. évi II., III. törvénycikk), tulajdonképpen ezzel elismerték a rendek a Habsburg-házon belüli elsőszülöttséget (primogenitúrát). A másik meghatározó rendelkezés az (Aranybulla 31. cikkelyéről) ellenállási jogról való lemondás (módosítás) volt. (1687. évi IV. törvénycikk). (Megjegyzendő, hogy Magyarország soha nem volt választási monarchia, abban az értelemben, mint az Erdélyi Fejedelemség, vagy a Német római császárság, ahol a választás kizárólag a fejedelem (uralkodó) személyére szólt (az uralkodók közjogi állásukat (trónjukat) nem tudták örökletessé tenni), tehát nem dinasztiát választottak, bár voltak erdélyi fejedelmek, akik szerették volna örökletessé tenni a fejedelmi széket, Magyarországon 1526-ig minden királyválasztásnál dinasztiát választottak. A viszonylag sok királyválasztó országgyűlésre (1387, 1437, 1440, 1458, 1490, 1526) azért került sor mert a dinasztiák (férfi ágon) kihaltak, s 1526 után pedig a király többnyire nem tartózkodott az országban, (Bécsben, Prágában székelt) s a magyar rendek 1547. évi 5. törvénycikkben elismerték a Habsburg-ház férfi ágának örökösödési jogát a magyar trónra, csak nem szabályozták a trónöröklési sorrendet, s ebből fakadt a Habsburg-családon belüli! szabad királyválasztási jog. 1687-ben tehát erről mondtak le a rendek
A 17. század végén, a 18. század elején a nemesség egy része már fegyverrel lépett fel I. Lipót császár ellen. 1687-88. évi országgyűlés után Lipót nem hívott össze országgyűlést, rendeletekkel kormányzott. (Ez tulajdonképpen részben visszatérés volt az abszolutizmushoz, mely egyik kiváltó oka volt a fegyveres megmozdulásoknak). E fegyveres felkelések voltak a Thököly Imre és Zrínyi Ilona által vezetett harcok, továbbá a Rákóczi-szabadságharc is.

### Magyar nemesség a Habsburg-uralom alatt

#### A 18. században

A felsőőri Nagy család címere

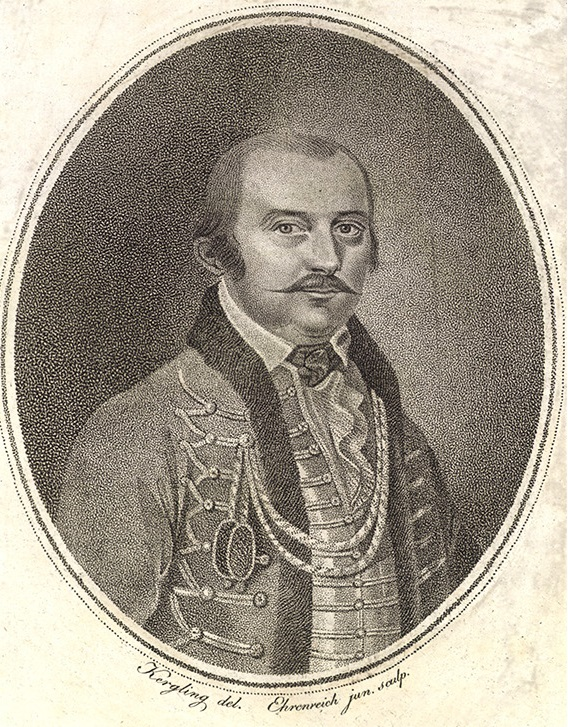
Jáprai Spissich János (1745–1804), Zala vármegye alispánja, a magyar jakobinus mozgalom tagja,szabadkőműves páholy főmestere

A magyar nemesség hozzáállása a Habsburg-uralomhoz, I. József megkoronázása óta fokozatosan enyhült. József a visszafoglalt magyar területek ügyét a Magyar Kamarára bízta, amivel jelentősen csillapította a főnemesség ellenállását. A nemesi adófizetés, amit Rákóczi Ferenc szándékozott bevezetni, sok nemest eltántorított a szabadságharc ügyétől, s így a kuruc tábor nemeseinek döntő része elfogadta az 1711-es szatmári békét, amely garantálta a békés, építő évtizedeket a sokat szenvedett Magyarország számára. A szatmári béke, amelyet tulajdonképpen két magyar arisztokrata, Pálffy János III. Károly magyar király képviseletében, Károlyi Sándor pedig a magyar rendek képviseletében kötött. Ezt a lépést a magyar nemesség nagyon fontosnak tartotta, hogy nem a "bécsi urak" győzedelmeskedtek, hanem a magyar királlyal egyeztek ki.
A békekötést követően helyreállt a rendi alkotmány, igaz nem teljes egészében, hiszen az ellenállási záradékot, és a szabad királyválasztás jogát nem állították vissza. Az udvar azonban érezhetően fölényben volt a magyar rendekkel szemben, különösen III. Károly uralkodása vége felé, erdődi gróf Pálffy IX. Miklós nádor 1732-es halála után egy időre, (III. Károly haláláig) újra üresen állt a nádori méltóság. Károly, mivel a trónöröklés problémássá vált, (csecsemőként meghalt Károly egyetlen fia, Lipót János, s nem volt több férfi Habsburg a családban, s Károllyal ki is hal a Habsburg család férfi ágon) ezért engedményekre kényszerült a magyar rendekkel szemben, hiszen az 1687. évi II. illetve III. törvénycikkek azt mondták ki, hogy a Habsburg család osztrák férfi ágának kihalta után következik a spanyol férfi ág, s annak kihalta esetén száll vissza a szabad királyválasztójog a "magyar nemzetre". A spanyol fiág azonban még 1700-ban kihalt, így Károlynak az osztrák női ág örökösödését kellett biztosítania. A magyar rendeknek ez kapóra jött, hiszen így garantálni tudták a rendi jogok megőrzését s fenntartását, pl a nemesség adómentességét (a birodalom osztrák felén, a Lajtántúlon már a nemesség ekkor adózott!). Károly (váratlan) halálakor leánya, Mária Terézia trónöröklése biztosítottnak látszott, de csak látszott! Ugyanis az európai (nagy)hatalmak egy része (francia, porosz, spanyol, bajor)
nem ismerte el Mária Terézia örökösödését, háborút indítottak a Habsburg örökségért, s ekkor a magyar rendek szerepvállalása óriási jelentőségű volt, hiszen kiálltak Mária Terézia mellett (széles körben ismert a magyar rendek 1741. évi pozsonyi országgyűlésen Mária Terézia segélykérésére adott válasz, a Vitam et sanguinem pro rege nostro Maria Threresia - azaz Életünket és vérünkért királyunkért, Mária Teréziáért). Felismerték ugyanis a helyzetben rejlő lehetőséget, a katonailag, politikailag megrendült birodalom megmentéséért cserébe a rendi jogaik, privilégiumaik megerősítését kérték (az udvartól) Mária Teréziától (meg is kapták). Mária Terézia a birodalom modernizálását is célul kitűző reformok keretében szerette volna a magyar nemességet megadóztatni, kísérletet tettek erre az 1751. évi országgyűlésen, de a magyar rendek heves ellenállása miatt kudarcba fulladt. A magyar nemesség adómentességének legitimitását a katonáskodásra vezette vissza ("a nemesség a vérével adózik"; lásd: felkelő nemesség).
Az osztrák örökösödési háború során kialakult válságos helyzetben a magyar nemesség „vitam et sanguinem!” közfelkiáltással támogatta Mária Terézia királynőt, aki cserébe továbbra is biztosította a nemesi adómentességet, eltörölte III. Károly király néhány, a magyar nemesség érdekeit sértő törvényét, továbbá engedélyezte a magyar nyelvű vezényleti nyelvet.
Ugyanakkor II. József császár idején a magyar nemesség ismét ellenállást tanúsított az uralkodóval szemben, magyarellenesnek minősített modernizációs és központosító intézkedései, továbbá sikertelen törökellenes hadjáratai miatt. Halála után II. Lipót magyar király bátyja magyarságot sértő törvényeit eltörölte és még az 1790/91. évi VI. törvénycikkben elrendelte, hogy a magyar királyi koronát Pozsonyból a Budavári Palotába szállítsák át.

## Magyar nemesség a 19. században és a 20. század elején

### Néhány jeles 19. és 20. századi magyar nemes arcképcsarnoka

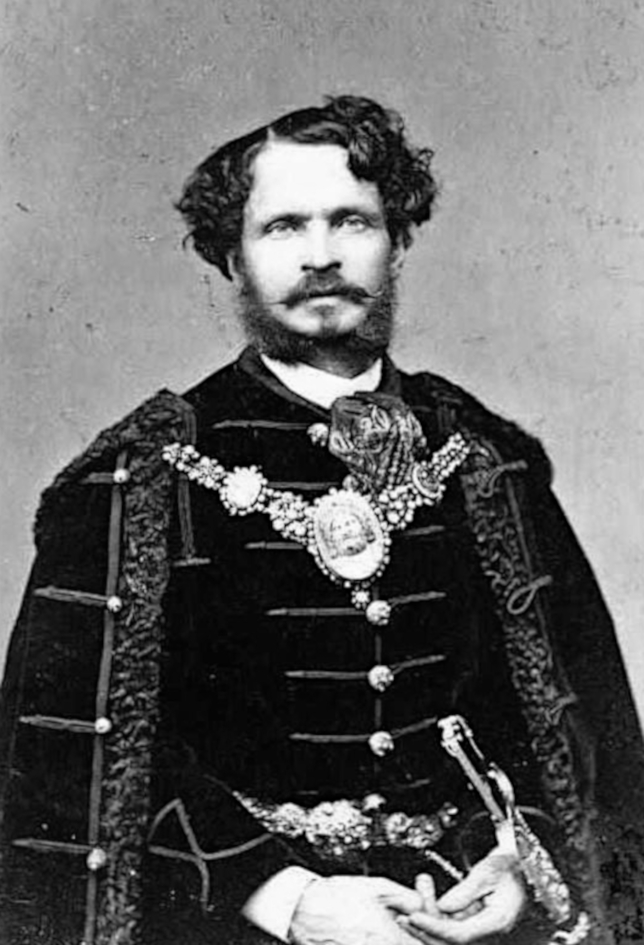
Idősebb csíkszentkirályi és krasznahorkai gróf Andrássy Gyula (1823–1890), a Magyar Királyság miniszterelnöke
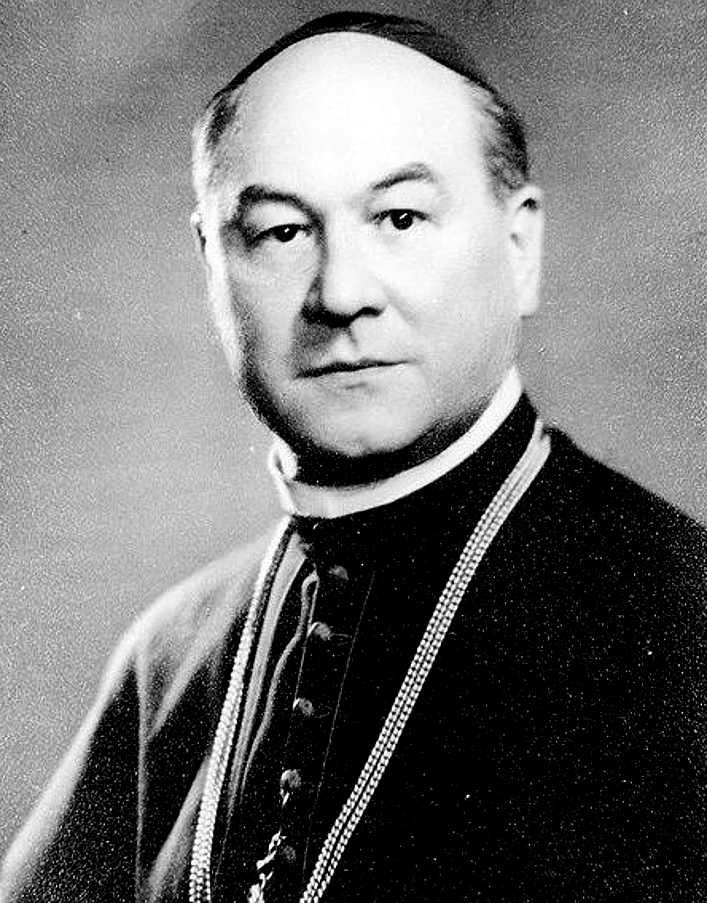
Boldog báró altorjai Apor Vilmos (1892–1945), boldoggá avatott magyar vértanú püspök, a Győri egyházmegye főpásztora
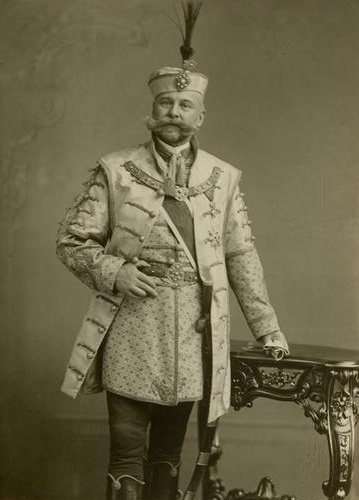
Báró losonci Bánffy Dezső (1843–1911) díszmagyarban, a Tomaj nemzetségből eredeztethető losonci Bánffy család sarja, egyben Magyarország későbbi miniszterelnöke 1895 és 1899 között
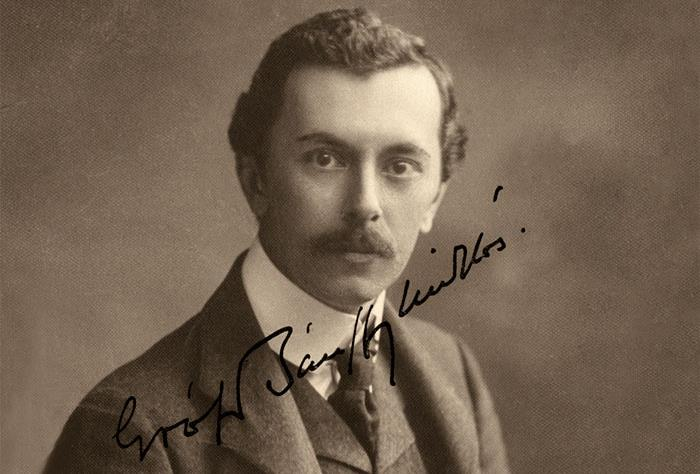
Losonci gróf  Bánffy Miklós (1873–1950) magyar író, grafikus, díszlet- és kosztümtervező, színpadi rendező, politikus, külügyminiszter
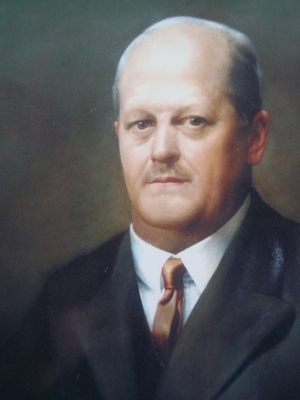
Boldog herceg németújvári Batthyány-Strattmann László (1870–1931), a „szegények orvosa”, császári és királyi kamarás, az Aranygyapjas rend lovagja, Vas vármegye örökös főispánja
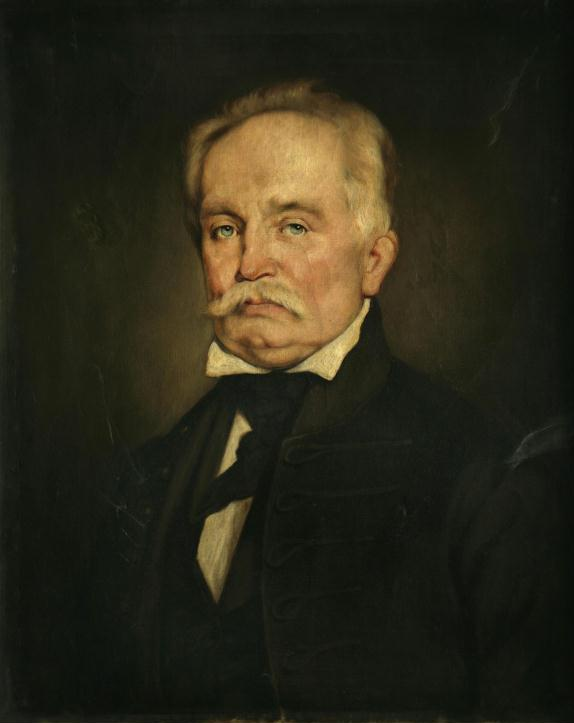
Bessenyői Beöthy Ödön (1796–1854) politikus és országgyűlési követ, Bihar vármegye főispánja
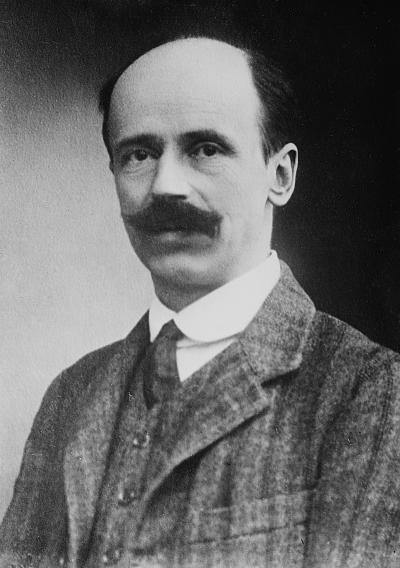
Bethleni gróf Bethlen István (1874–1946) jogász, mezőgazdász, politikus. 1921 és 1931 között Magyarország miniszterelnöke
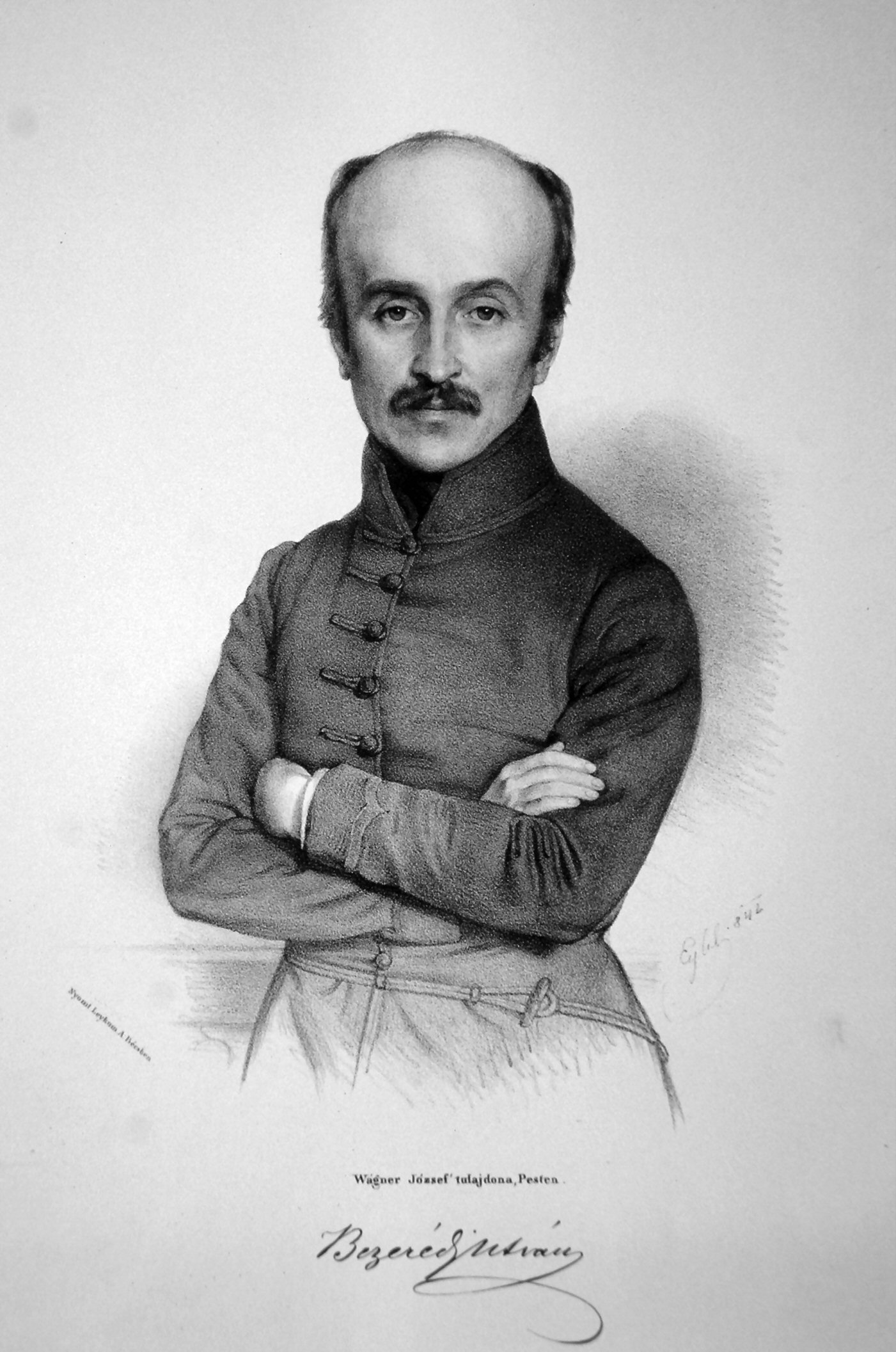
Bezerédi Bezerédj István (1796–1856) reformkori politikus, kiváló szónok
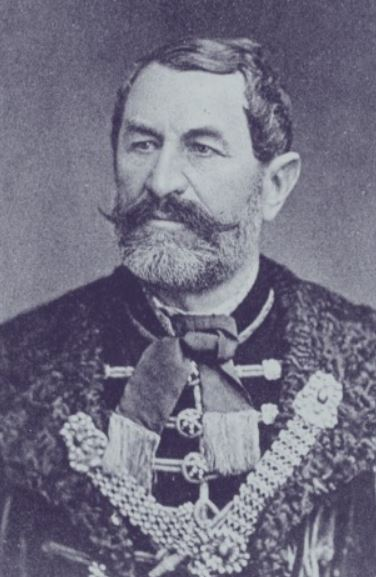
Chernelházi Chernel Ferdinánd (1815–1891), Vas vármegye alispánja, királyi tanácsos, táblabíró, birtokos, a Vas megyei református egyházmegye gondnoka
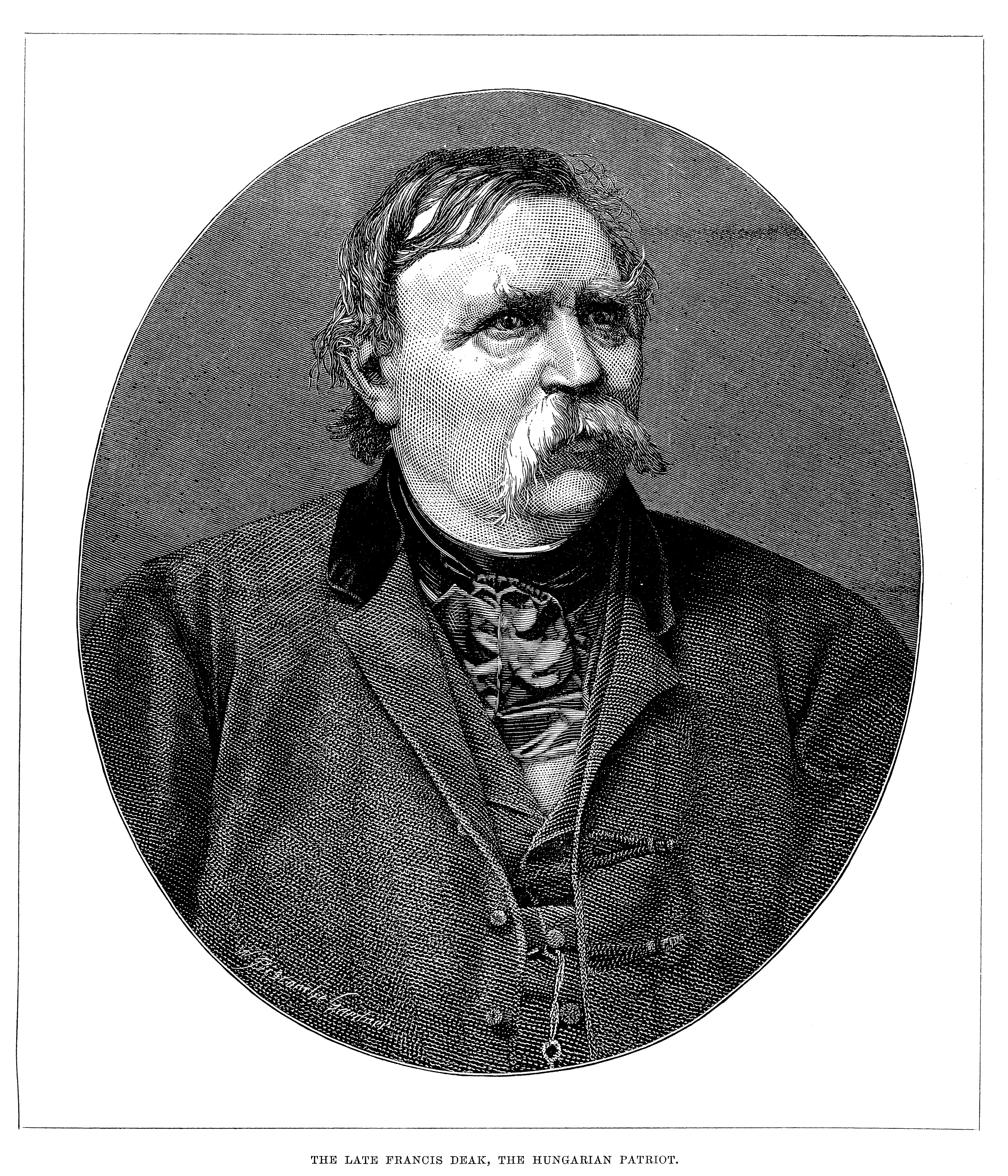
Kehidai Deák Ferenc (1803–1876) politikus, jogász, táblabíró, államférfi, országgyűlési képviselő és az első felelős magyar kormány igazságügy-minisztere
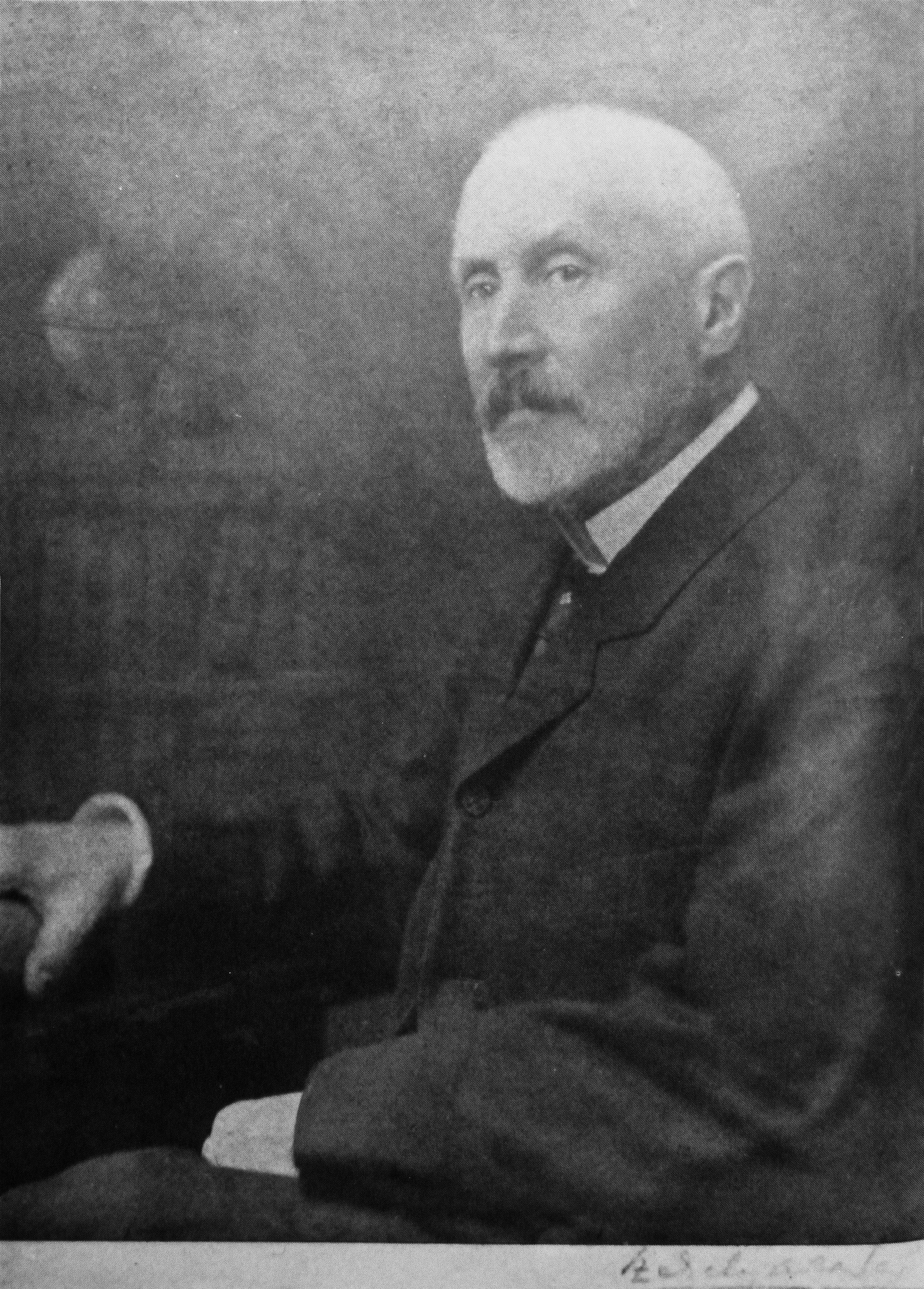
Báró vásárosnaményi Eötvös Loránd (1848–1919) magyar fizikus, politikus, akadémikus, egyetemi tanár, hegymászó
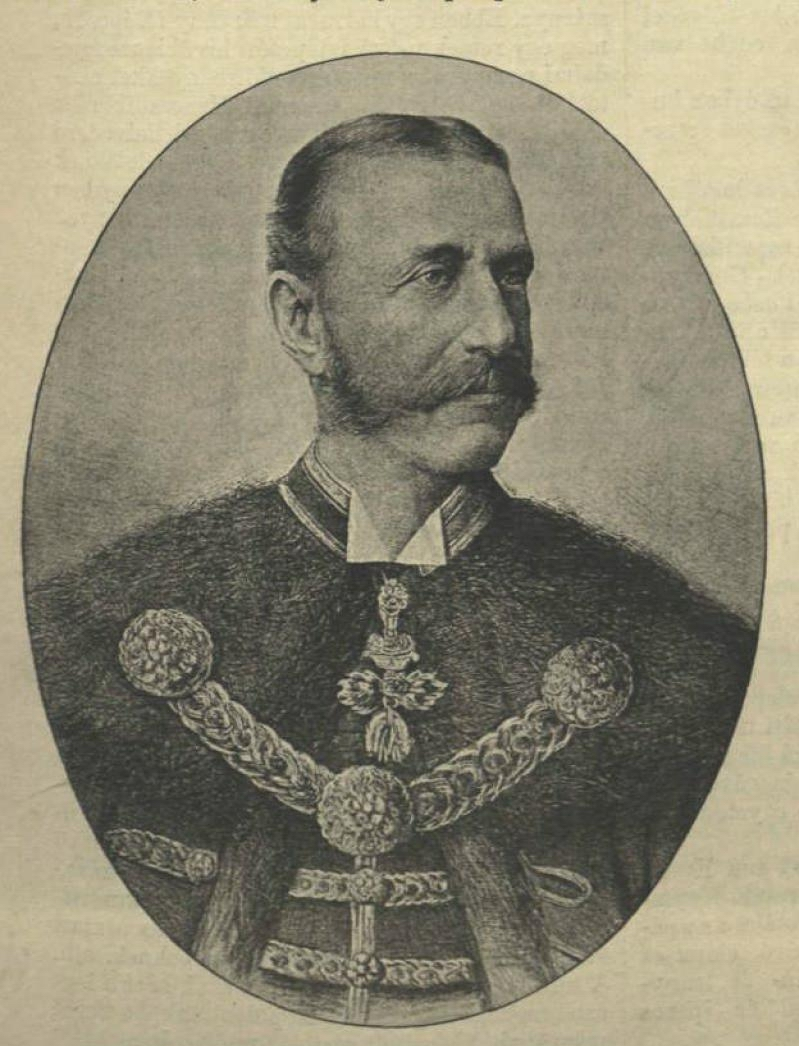
Herceg tolnai Festetics Tasziló (1850–1933) nagybirtokos, pohárnokmester, főudvarmester
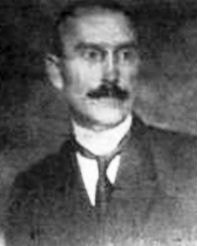
Gyulai Gaál Gaszton (1868–1932), politikus, országgyűlési képviselő, a képviselőház elnöke, nagybirtokos
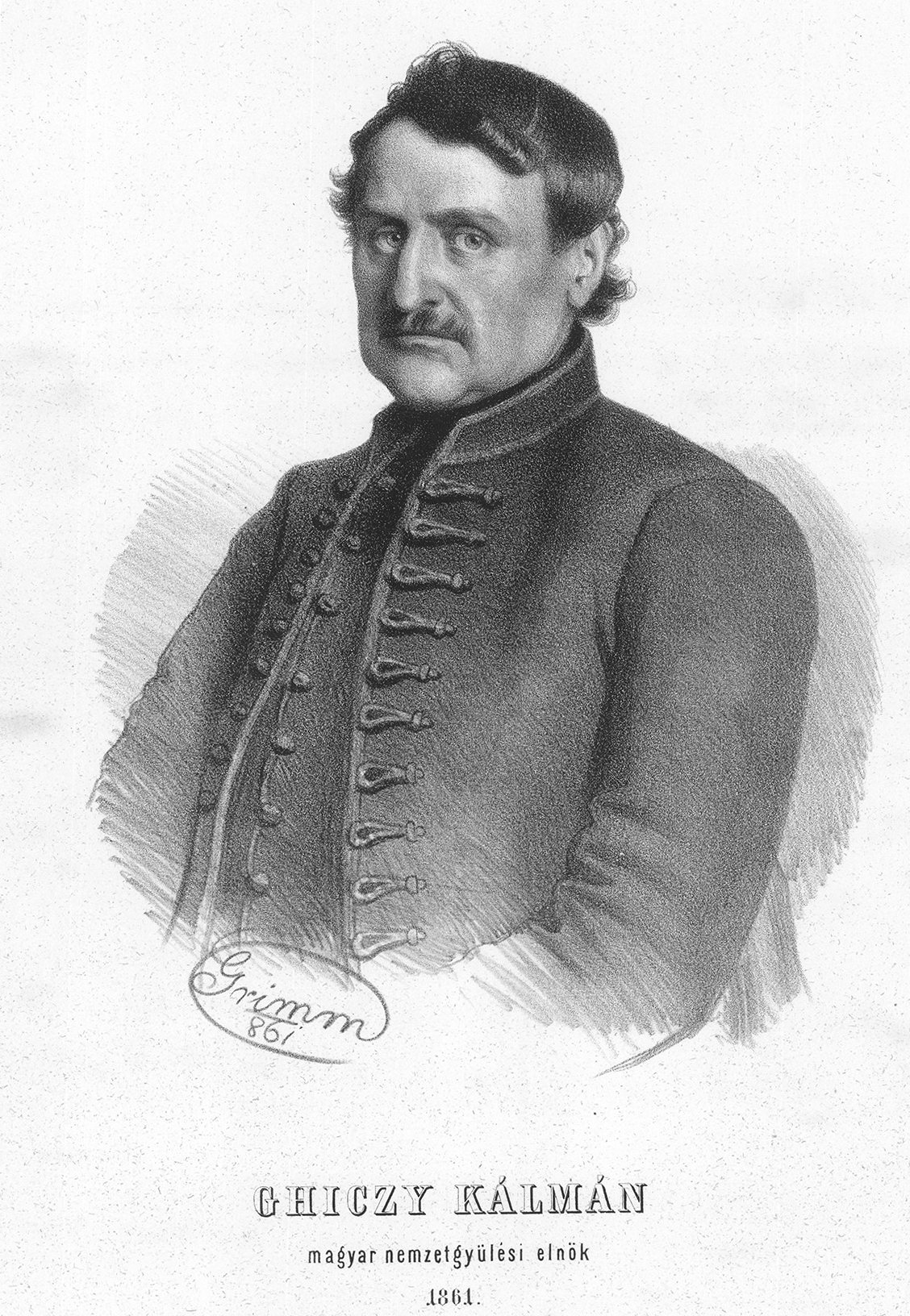
Gici, assa- és ablanckürti Ghyczy Kálmán (1808–1888) konzervatív politikus, ügyvéd, pénzügyminiszter
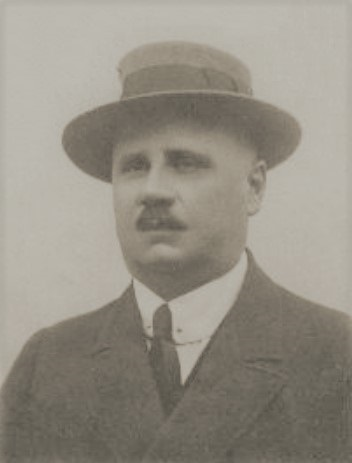
Hertelendi és vindornyalaki Hertelendy Ferenc (1859–1919), Zala vármegye főispánja 1903. december 19-e és 1906. február 14-e között, a Zalamegyei Gazdasági Egyesület elnöke, földbirtokos
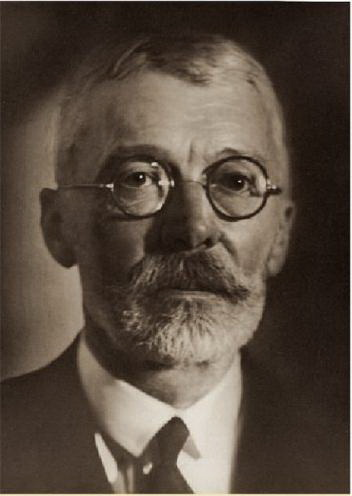
Gróf nagykárolyi Károlyi Gyula (1871–1947) politikus, Magyarország miniszterelnöke, nagybirtokos
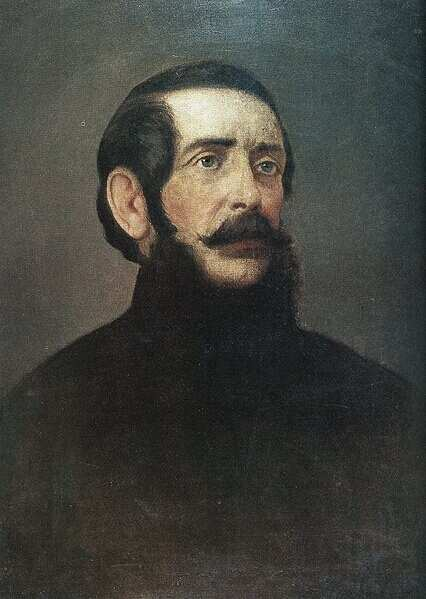
Udvardi és kossuthfalvi Kossuth Lajos (1802–1894) magyar államférfi, a Batthyány-kormány pénzügyminisztere, a Honvédelmi Bizottmány elnöke, Magyarország kormányzó-elnöke
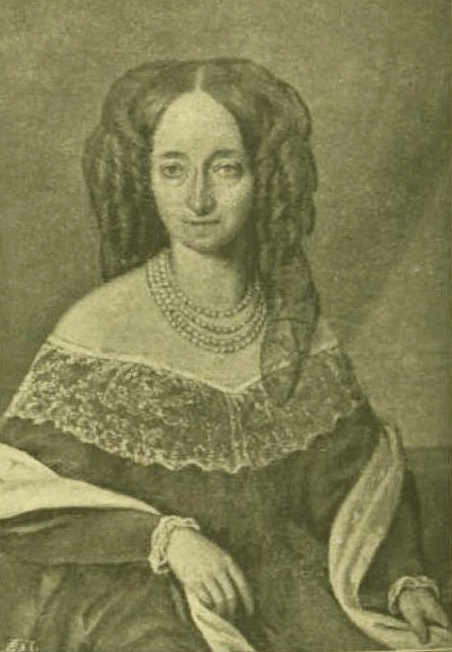
Széki gróf Teleki Jánosné zabolai gróf Mikes Erzsébet' (1802–1882), csillagkeresztes hölgy, gróf Teleki Sándornak, a „vad gróf” édesanyja
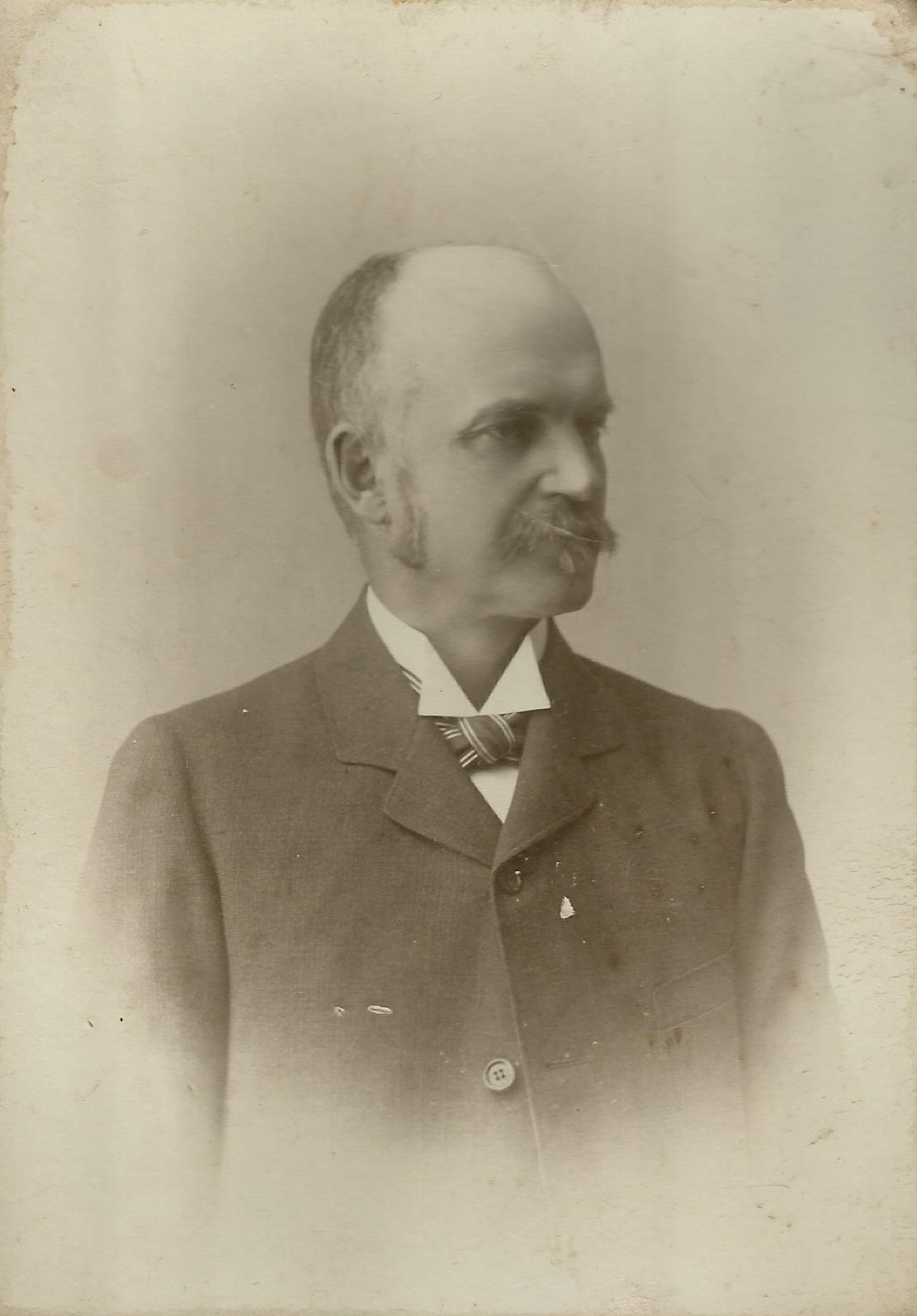
Dr. persai Persay Ferenc (1854–1937) jogász, ügyvéd, Bars vármegye utolsó magyar alispánja, Bars vármegye tiszti főügyésze, hírlapíró, az irredenta Honvédelmi Párt korelnöke
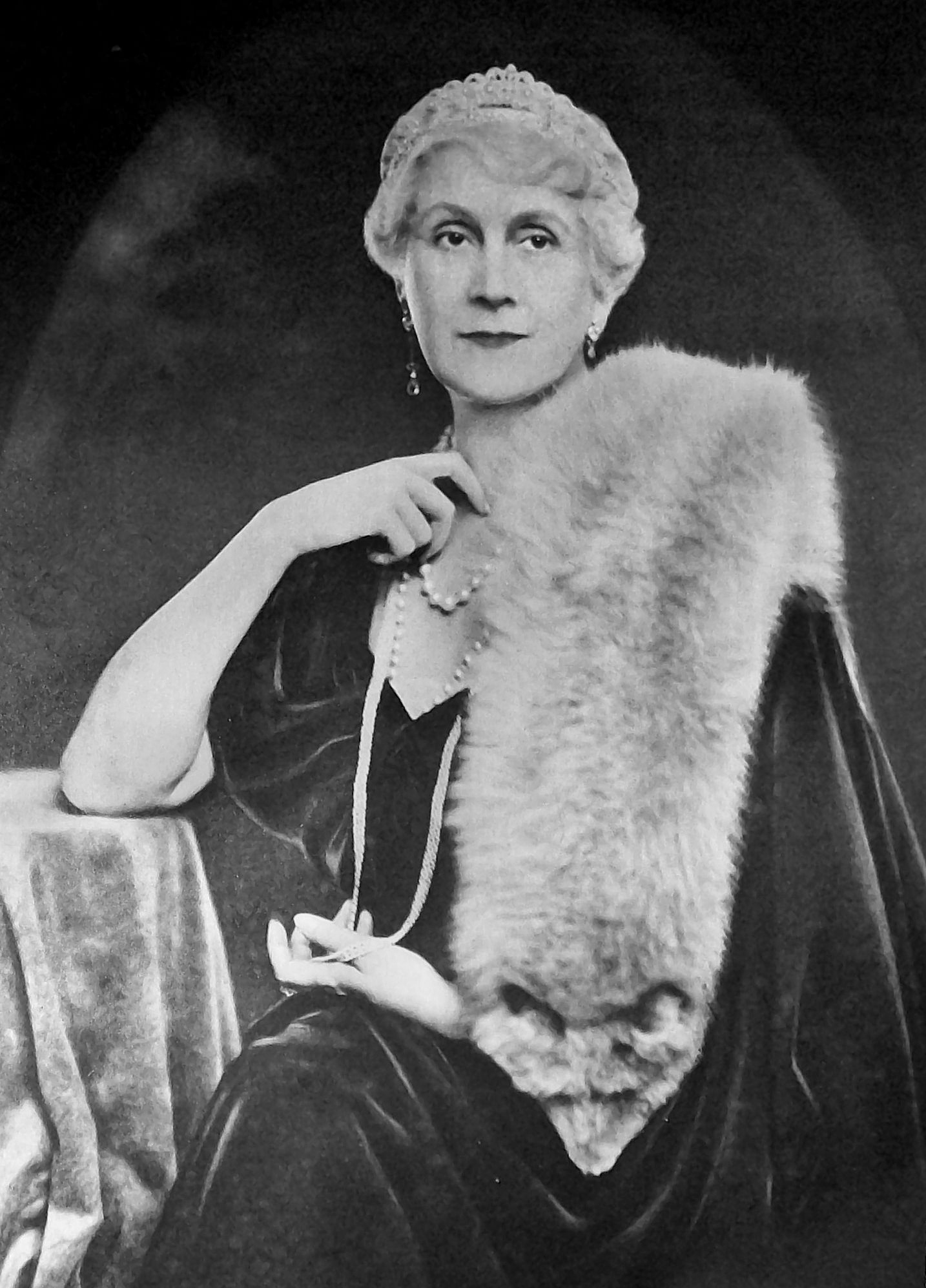
Jószáshelyi Purgly Magdolna (1881–1959) kormányzóné, vitéz nagybányai Horthy Miklós felesége
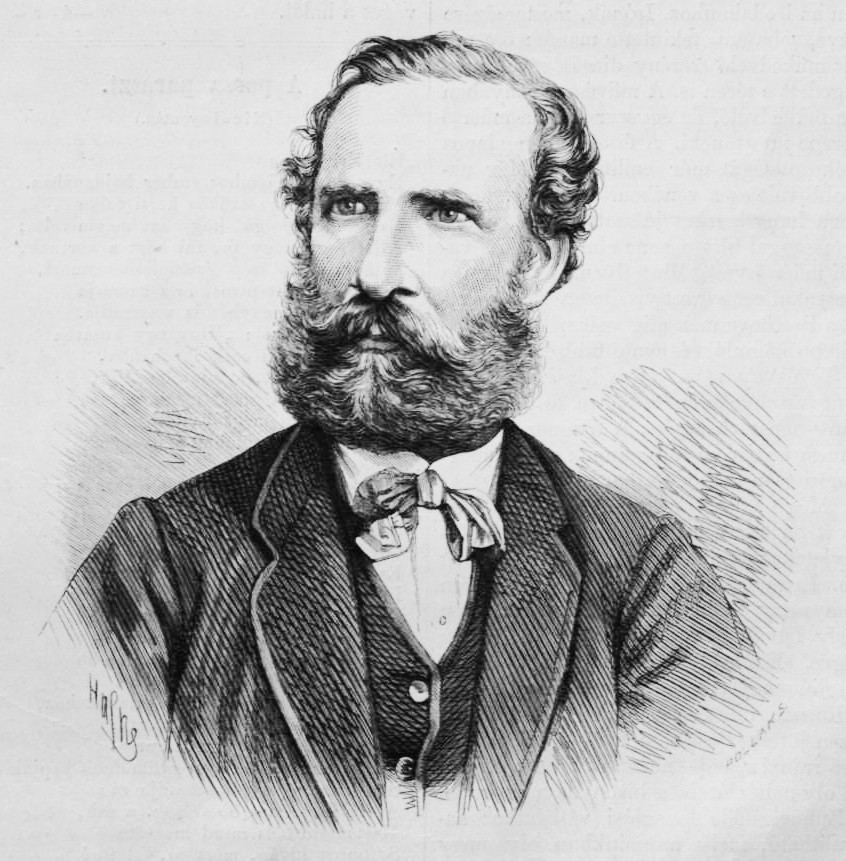
Barkóci Rosty Pál (1830–1874), földrajztudós, néprajztudós, fotográfus, az MTA levelező tagja
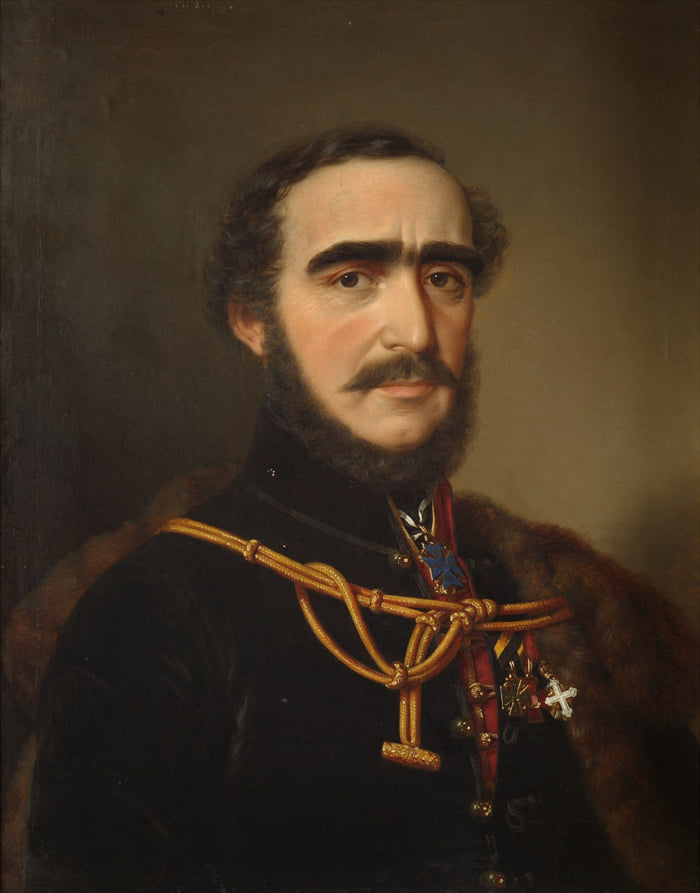
Sárvár-felsővidéki gróf Széchenyi István (1791–1860) politikus, valóságos belső titkos tanácsos, császári és királyi kamarás, író, polihisztor, közgazdász, a Batthyány-kormány közlekedési minisztere, a „legnagyobb magyar”
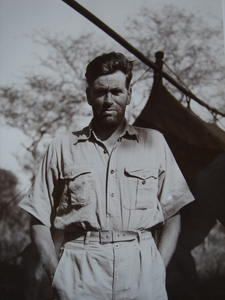
Sárvár-felsővidéki gróf Széchenyi Zsigmond (1898–1967) magyar vadász, utazó, író
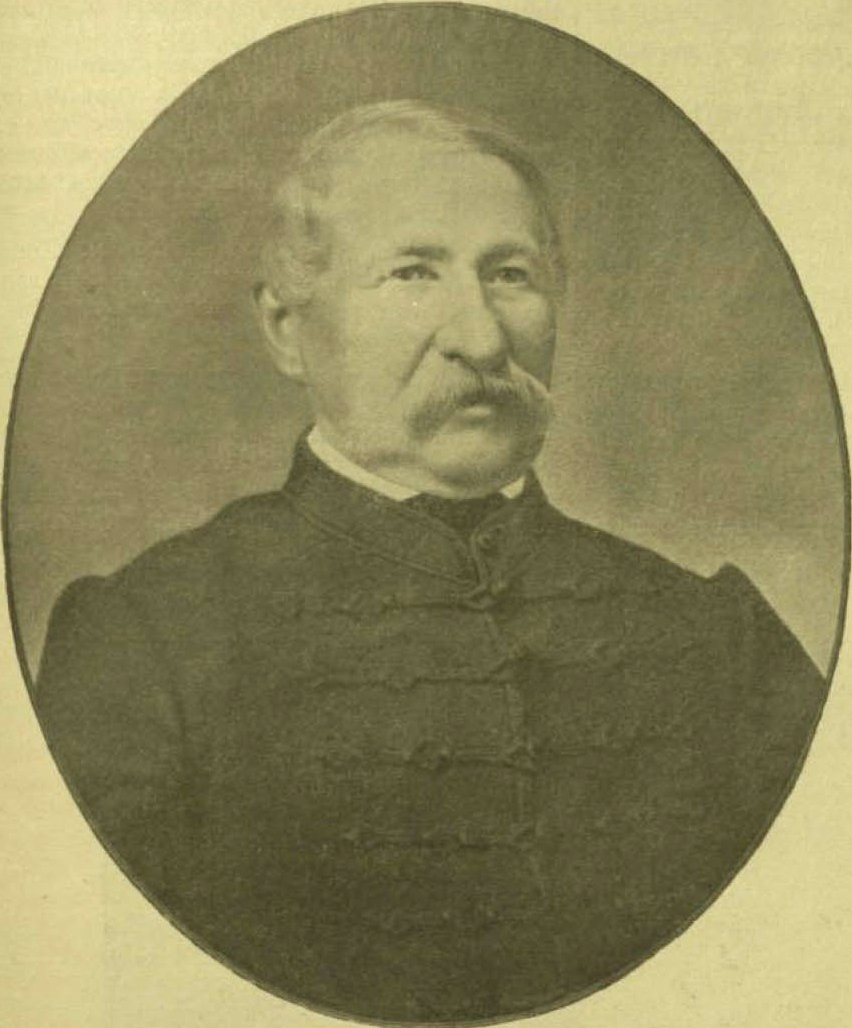
Dukai és szentgyörgyvölgyi Széll József (1801–1871), Vas vármegye főispáni helytartója; dr. Széll Kálmán (1843–1915), miniszterelnök apja
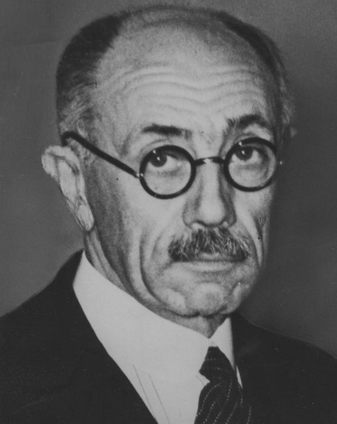
Széki gróf Teleki Pál (1879–1941, földrajztudós, tanár, politikus, országgyűlési képviselő, a Magyar Királyság miniszterelnöke
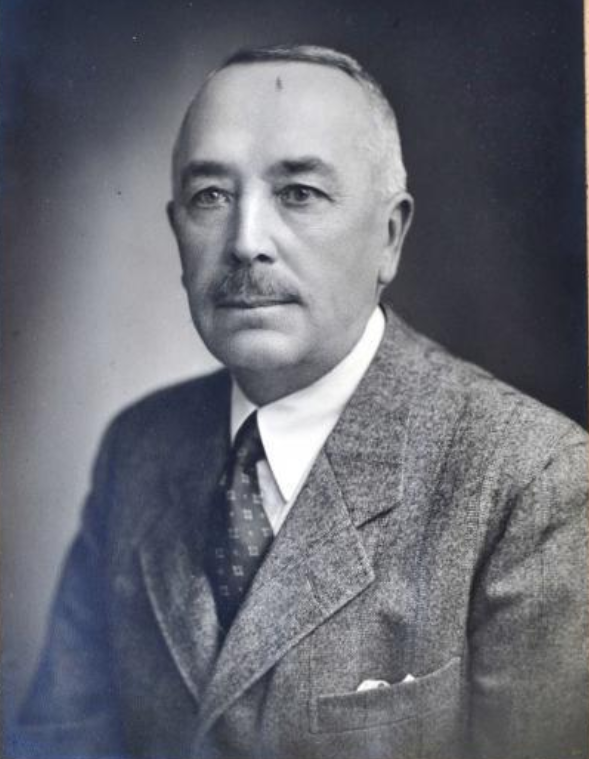
Dr. nyirlaki Tarányi Ferenc (1878–1945), Zala vármegye és Vas vármegye főispánja, nagybirtokos, felsőházi tag
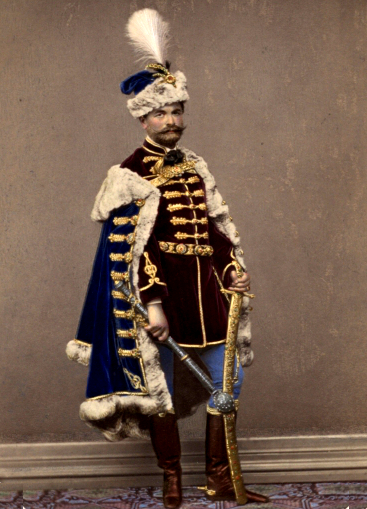
széki gróf Teleki Sándor (1821–1892), 1848-49-es honvédezredes, olasz tábornok, főrendiházi tag és a Petőfi Társaság tagja, Petőfi Sándor vad grófja
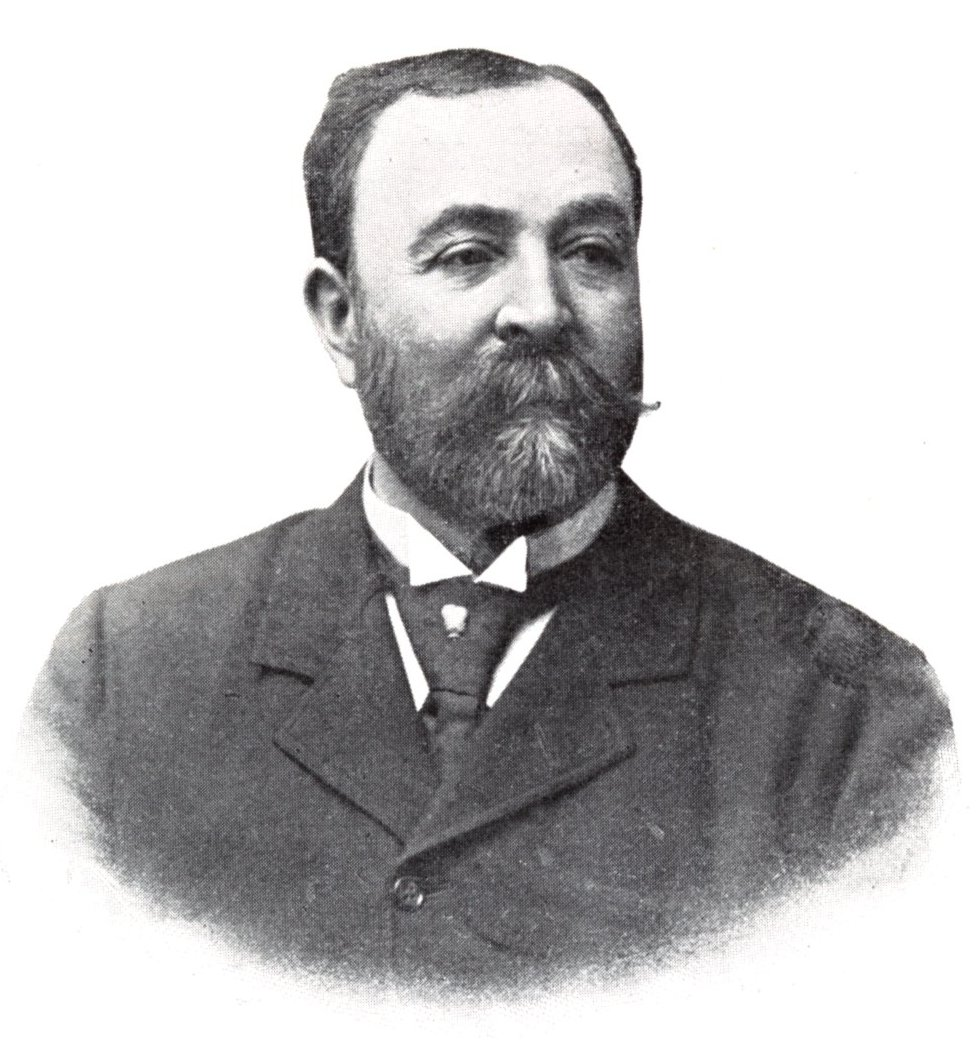
Idősebb ábránfalvi Ugron Gábor (1847–1911) politikus, országgyűlési képviselő, földbirtokos
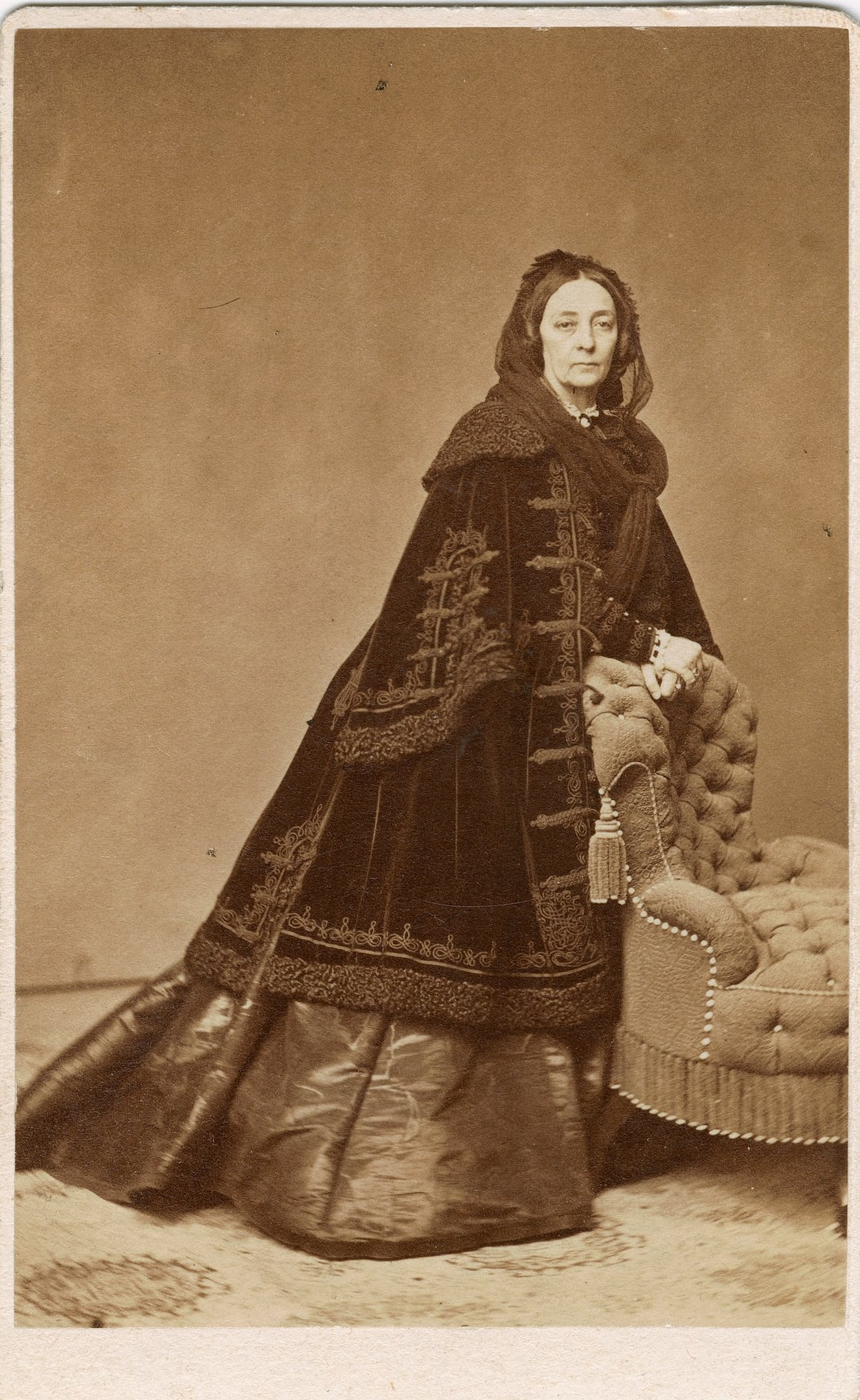
Németújvári gróf Batthyány Lajos miniszterelnök felesége,  zicsi és vásonkeői gróf Zichy Antónia (1816–1888) úrnő

## Az egykori magyar nemesség és leszármazottaik napjainkban
A ma is hatályban lévő 1947. évi IV. törvény kimondja az örökletes nemesi rangok és más címek, így a vitézi cím megszüntetését és használatuk tilalmát. Ezzel a nemesség Magyarországon megszűnt.

### A napjainkban élő közismert magyar nemesek arcképcsarnoka

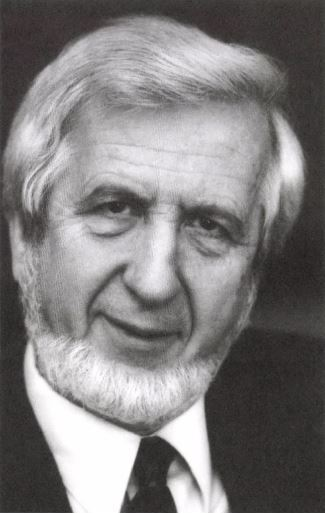
Nagyjeszeni Jeszenszky Géza (1941) magyar történész, egyetemi tanár, politikus, diplomata. 1990–1994 között az Antall-kormány külügyminisztere, 1998–2002 között Magyarország washingtoni, majd 2011–2014 között norvégiai és izlandi nagykövete
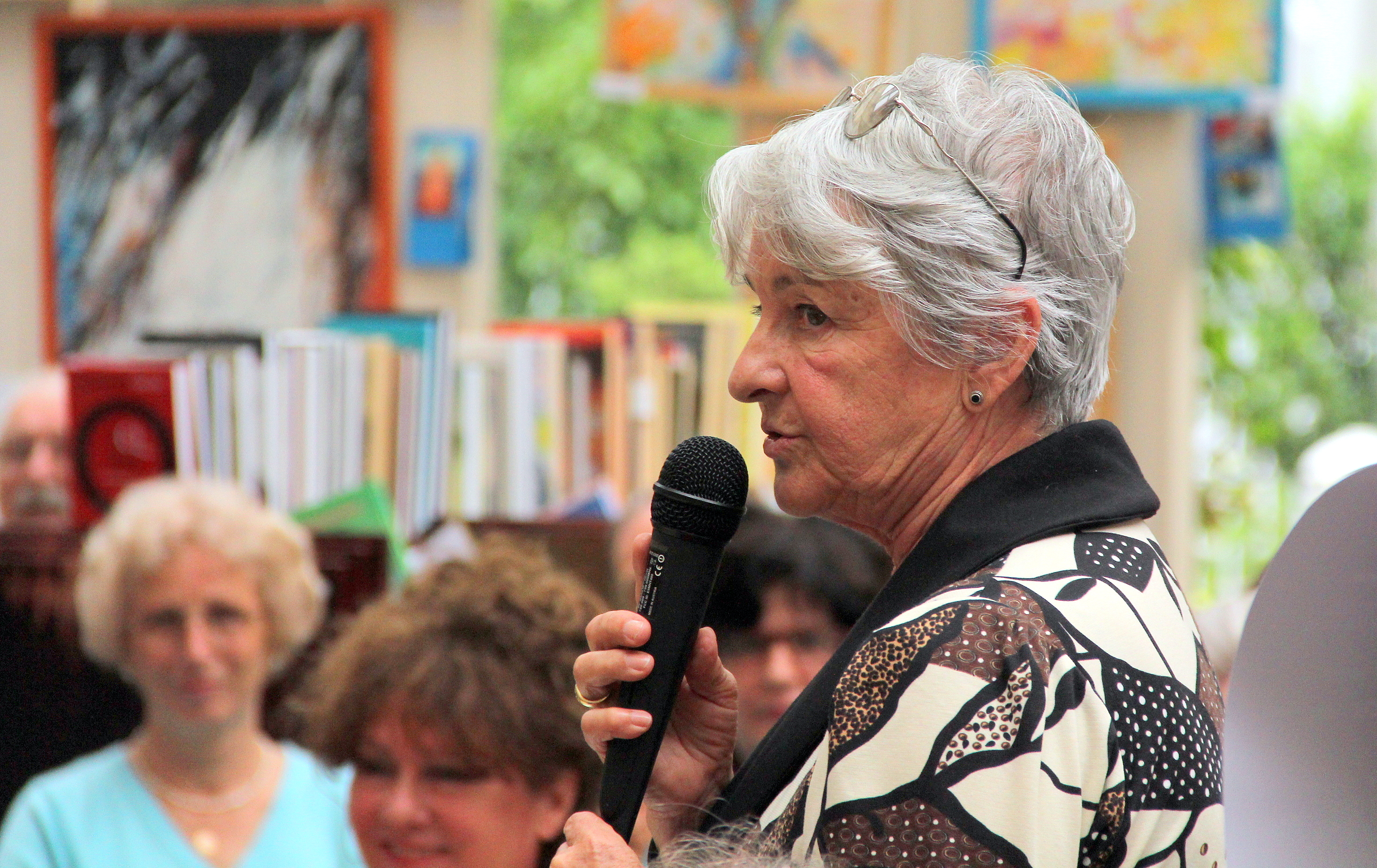
Nádasdi és fogarasföldi gróf Nádasdy Borbála (1939), írónő, korábban balettmester, színésznő
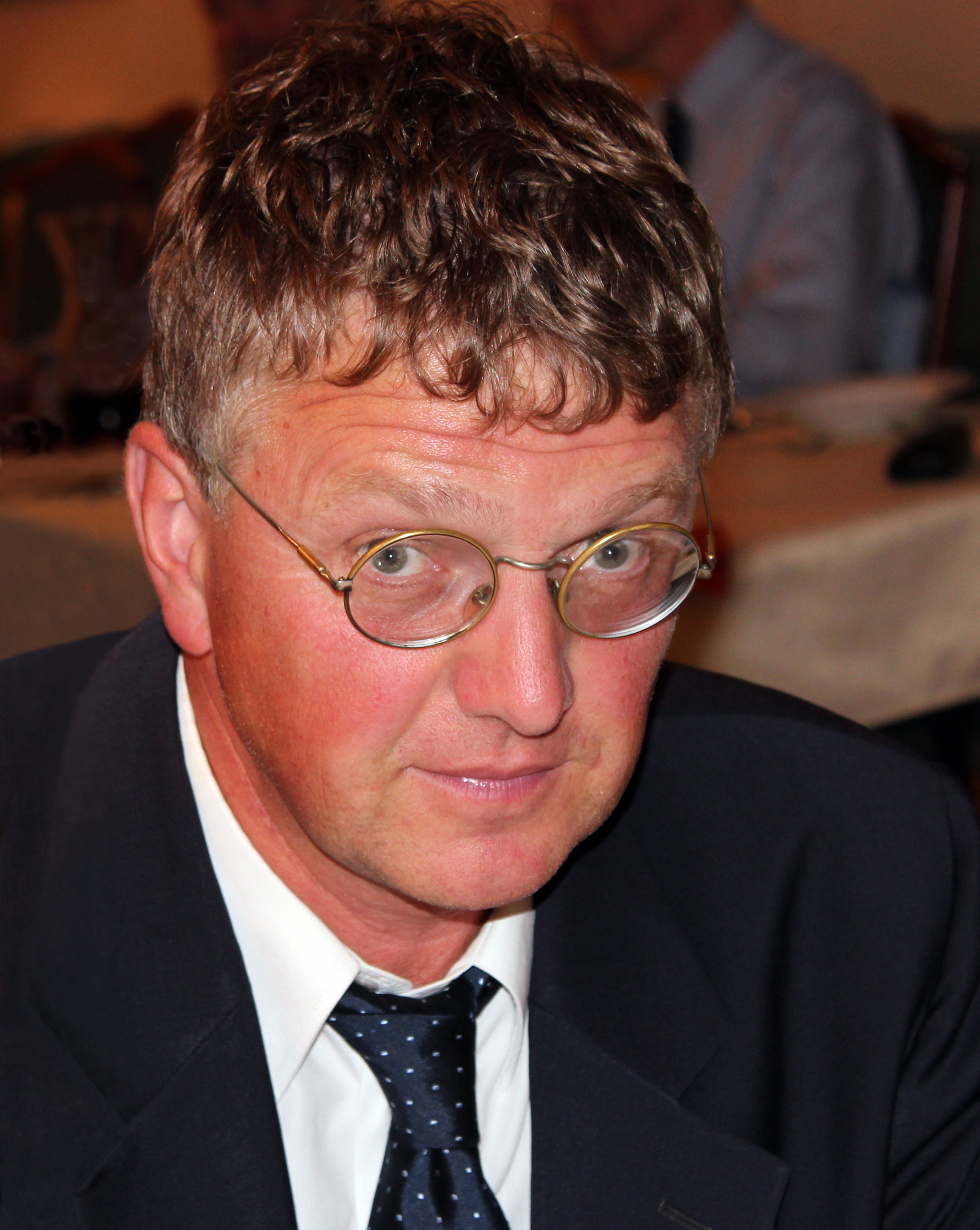
Bonyhádi Perczel András (1959) magyar kémikus, biokémikus, egyetemi tanár, a Magyar Tudományos Akadémia rendes tagja. Fő kutatási területe a biomolekulák szerkezetvizsgálata és a fehérjék NMR spektroszkópiája. 2011-ben a Bolyai-díj kitüntetettje
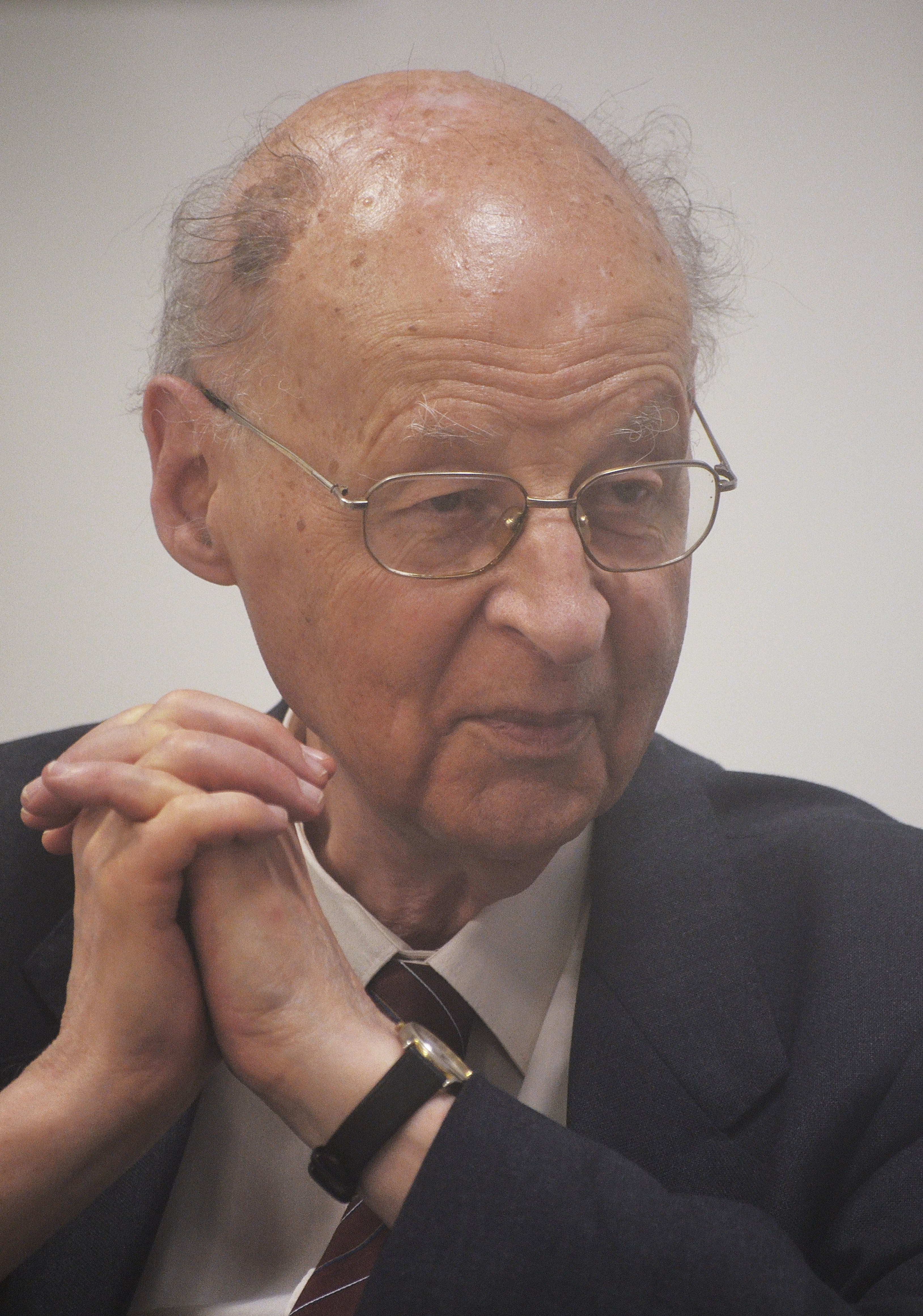
Gálszécsi Ritoók Zsigmond (1929) Széchenyi-díjas magyar klasszika-filológus, egyetemi tanár, professor emeritus
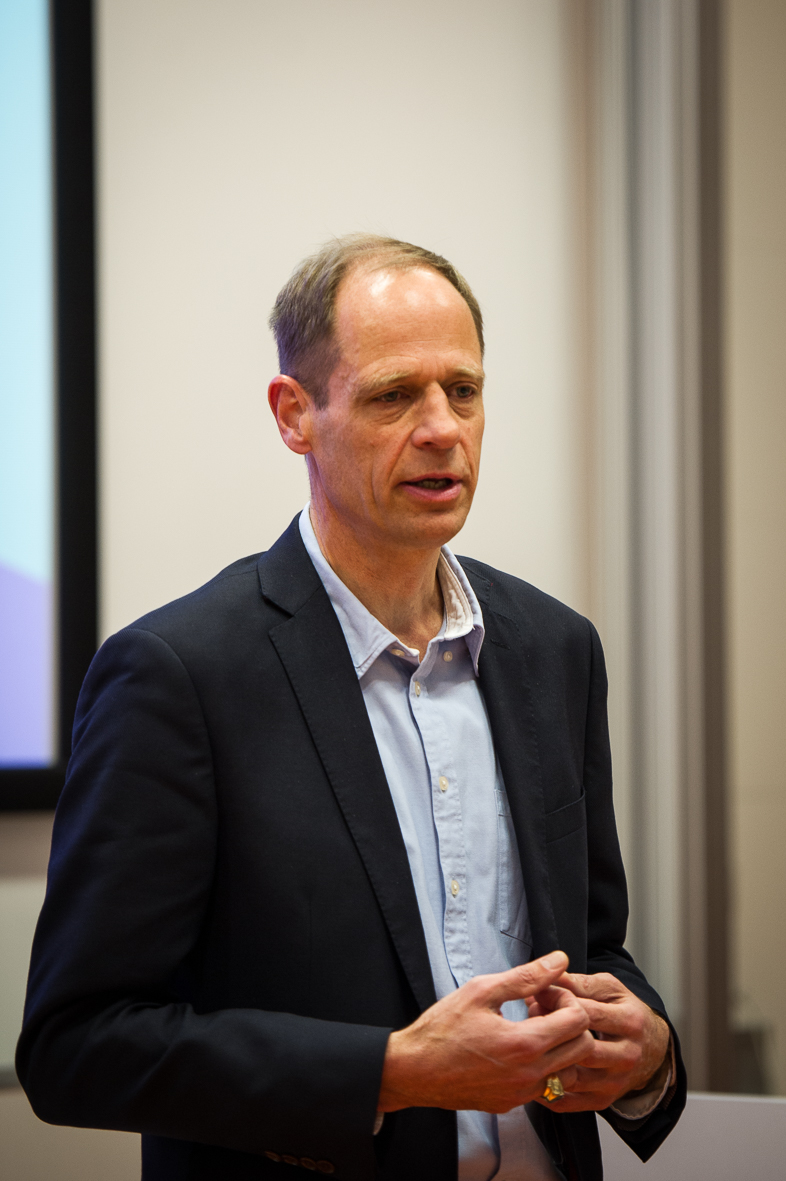
Csallóközmegyercsi Szabadhegÿ Péter (1961) Magyarország volt nagykövete az Egyesült Királyságban, valamint a Budapesti Corvinus Egyetem Jövőképesség Kutatóközpontjának (Social Futuring Center, SFC) nemzetközi ügyekért felelős igazgatója.
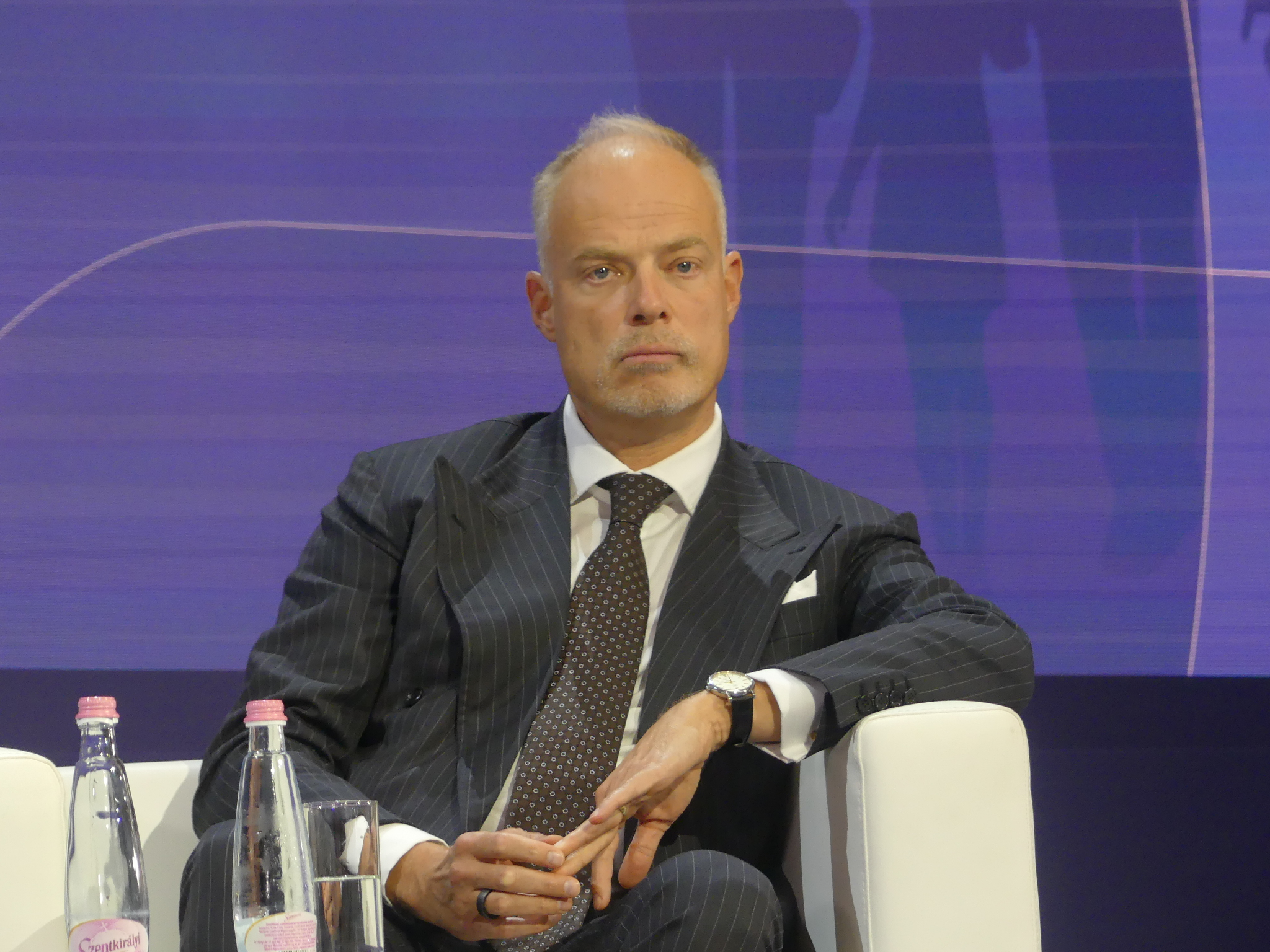
eötsi Szalay-Bobrovniczky Kristóf (1970) magyar diplomata, üzletember, politikus, az ötödik Orbán-kormány honvédelmi minisztere.
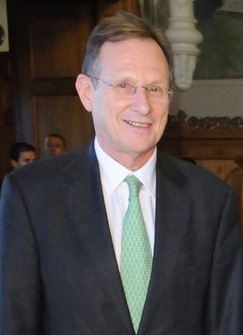
Szapári, muraszombati és szécsiszigeti gróf Szapáry György (1938) közgazdász. 1993 és 1999, valamint 2001 és 2007 között a Magyar Nemzeti Bank alelnöke. 2011 és 2015 között Magyarország washingtoni nagykövete
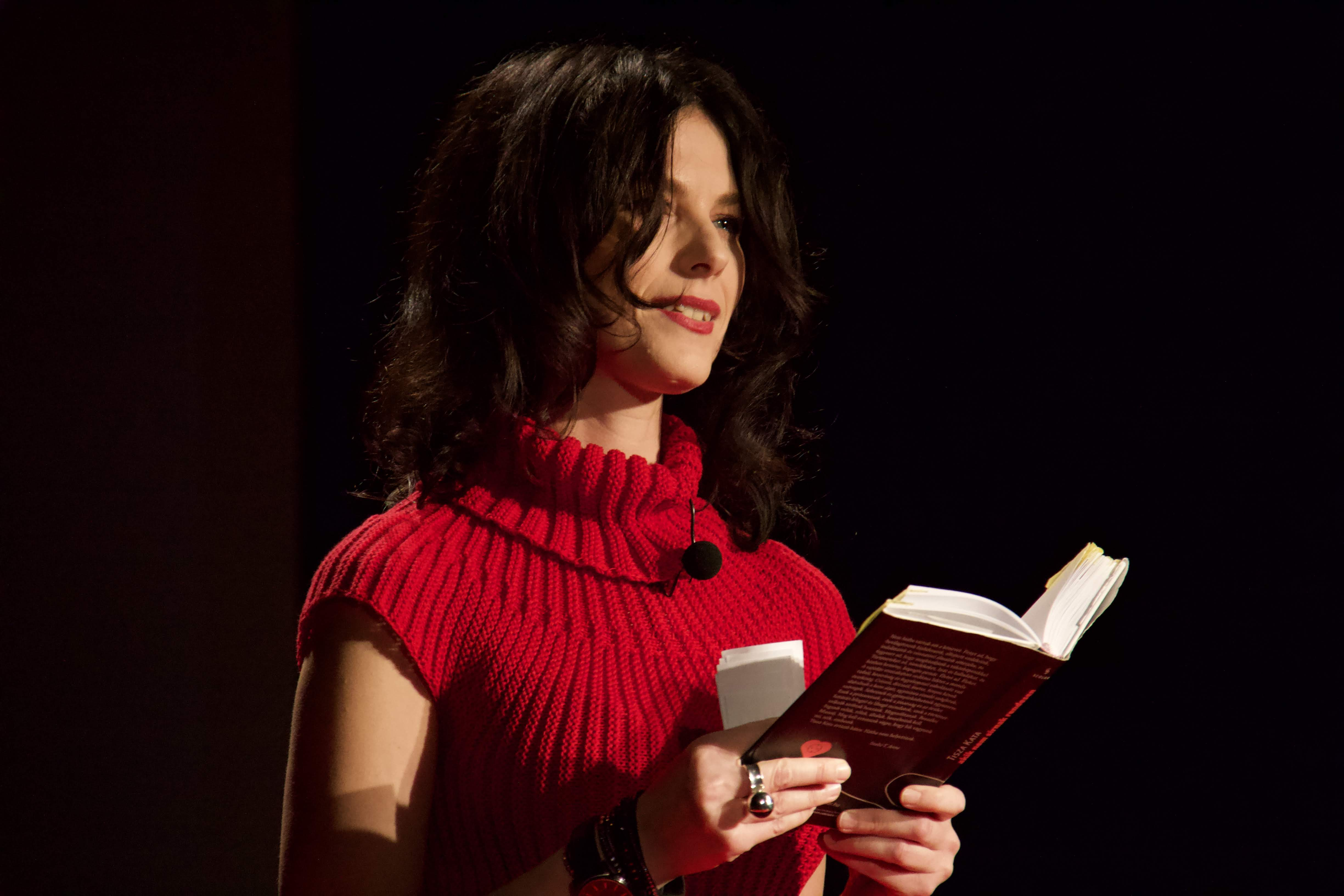
Borosjenői és szegedi gróf Tisza Katalin Erzsébet (1980), magyar írónő, pszichológus, coach

### Az MTCSE
A rendszerváltozás óta a társadalmilag elutasított, többféleképpen korlátozott és számos esetben üldözött nemesség, habár nem használhatta hivatalosan a nemesi előneveit és címeit, nyíltabban kezdtek összefogni. A régi családi hagyományaikat, kulturális és vallási szokásaikat, identitásukat tovább ápolhatták, és Nyáry János kezdeményezésével létrejött a Magyar Történelmi Családok Egyesülete 1994-ben. Az ifjúságban tovább élő magyar nemesség fenntartása, kapcsolattartása és társadalmilag érzékeny tevékenységek a fő céljaik között találhatóak. A szigorú felvételt a genealógus Gudenus János József ellenőrzi és hagyja jóvá, természetesen, ahogy a korábbi magyar jog szokásai és törvényei diktálják, úgy, hogy csak a nemes édesapától származó személy tekinthető nemesnek (hiába édesanyja akár főnemesi származású, akkor se számít nemesnek, ha az édesapja nem az). 2005. szeptember 10-én, Hágában az MTCSE felvételt nyert az Európai Nemesi Szövetségbe (CILANE: La Commission d' Information et de Liaison des Associations Nobles d' Europe), amelyhez országonként csak egy egyesület képviselheti  nemességét. 2018-ra, majd ismét 2020-ra az egyesület elnökségi tagjai: ifjabb báró Riedel Lóránd, egyesületi elnök, gróf Teleki Sándor, báró Bánffy Tamás, báró Tunkel Tamás, és gróf Zichy Pál voltak. Az MTCSE 2016-ban a Stefánia Palotában, 2018-ban a Gellért Szállóban, majd 2021-ben és 2022-ben szervezte az évi jótékonysági bálját ismét a Stefánia palotában gróf Zichy Pál főszervező és boldogfai Farkas Ákos András társszervező lébonyolításával.

## Függelék

### Levéltári források
Családtörténeti (genealógiai) gyűjtemények
A Magyar Országos Levéltárban őrzik a Családtörténeti Cédulagyűjteményt az A 131 jelzet alatt. Ezt a gyűjteményt nevezik a Levéltárban Illéssy-patikának. Készítője, Illéssy János arra törekedett, hogy a nemes családok nemességének tényét bizonyítsa, ezért megadja az illető családra vonatkozó és a Magyar Országos Levéltárban közel száz fondban és állagban található iratok jelzetét (megjegyzendő, hogy sok esetben más levéltárra is utal a cédulagyűjtemény). A cédulagyűjtemény korábbi része, amit szintén Illésy készített, irodalmi utalásokat is ad (Turul – heraldikai és genealógiai folyóirat, Századok, családtörténeti művek). Ezeket az irodalmi utalásokat azok, akik Illésy halála után a gyűjteményt kiegészítették, általában nem jegyezték fel. Az 1990-es években – a könnyebb kezelhetőség végett – a százezres nagyságrendet meghaladó cédulagyűjteményt számítógépre vitték. 1997 óta viszont már CD ROM-on is beszerezhető.
Szintén a Magyar Országos Levéltár őrzi Pataky Károly genealógus kéziratát, amely elsősorban erdélyi, másodsorban és kisebb mértékben magyarországi nemes családok genealógiai adatait tartalmazza, a családnevek betűrendben követik egymást. Ezek az adatok bibliográfiai, illetve levéltári jelzetekkel vannak kiegészítve. (Levéltári jelzete: A 133 – Filmtári helye: B 1583-B 1585 dobozok.)
Az ún. Peláthy „Heraldika” iroda különböző családok nemességének kutatására vonatkozó betűrendben elrendezett XVI-XX. századi iratokat tartalmaz. (Levéltári jelzete: R 272 - Filmtári helye: B 1534-B 1563 dobozok.)
Ide sorolható még az ún. Daróczy-gyűjtemény, amely talán az Illéssy-patika mellett a legteljesebb genealógiai gyűjtemény. (Filmtári helye: 40593-40684 dobozok. Az eredeti, kéziratos anyagot a Dunamelléki Református Egyházkerület Ráday Levéltárában őrzik. 1092 Budapest, Ráday u. 28.)
Sajnos nem ritka eset, hogy az irat, amelyre az Illéssy-féle cédulagyűjtemény, illetve a Pataky-féle genealógiai gyűjtés utal, a Magyar Országos Levéltárban két alkalommal keletkezett tűzvészben megsemmisült (1945-ben kb. 3000 folyóméter, 1956-ban viszont 8765 folyóméter irat égett el, pl. az Erdélyi Tábla anyaga, sok bírósági, igazságügyi és jogügyi szerv irata, a Vallás- és Közoktatásügyi Minisztérium irattára, valamint sok családi levéltár stb.) A megadott jelzetek alapján az irat a Magyar Országos Levéltár I. emeleti kutatótermében – a kutatási szabályzatnak megfelelően – kikérhető és kutatható. Megjegyzendő, hogy sok egyéb családtörténeti vonatkozású irategyüttes már mikrofilmen megtalálható, a Reprográfiai Osztály óbudai kutatótermében kutatható.
Ha más levéltárra (múzeumra, könyvtárra, gyűjteményre) utalnak a fent említett genealógiai gyűjtemények (pl. valamelyik megyei levéltárra), és nem őrzik a megfelelő irat mikrofilmmásolatát a Magyar Országos Levéltár Filmtárában, akkor a kutatónak személyesen vagy levélben kell az illető intézményhez fordulnia. Pl. Nagy Iván gyakran hivatkozik a Collectanea Heraldica c. forrásra, ez az OSZK Fol. Lat. 127 sz. alatt található, és 18. század végi–19. század eleji rézmetszetes címerábrákat tartalmaz. Sokszor a megadott forrásőrző intézmény ma már külföldön van. Ez fölöttébb nehezítheti és költségessé teheti a kutatást. Az is előfordulhat, hogy a 70-80-100 évvel ezelőtt feltüntetett jelzetek ma már nem használhatóak. A levéltár anyagát átrendezték, az irat elveszett, megsemmisült stb. Ezekkel a nehézségekkel a kutatónak mind számolnia kell.
Megyei nemesi iratok (és közgyűlési jegyzőkönyvek). A közgyűlési jegyzőkönyvekben a nemesség kihirdetéséről, birtokadományozásról, rangemelésekről vannak bejegyzett adatok. Annak a megyének a jegyzőkönyveiben kell kutatni, ahol a kihirdetés, adományozás stb. történt.
Genealógiai táblák, 13–19. század. Kézirat az országos Levéltárban. Mutatót is tartalmaz. Minden családhoz egy "P" jelzet van rendelve, az iratok levéltári csoportját jelöli. Ezen iratok több más családra is tartalmaznak adatokat. A mutatóban a rokon családok a fő P-jelzet számával kapcsolódnak.
Genealógiai tabellák XIII-XIX. század (MOL P szekció) (Filmtári helye: B 1431-B 1470. dobozok). Csak a birtokos nemesség családfáit őrzik ezek az iratok.
Genealógiai tabellák XVI-XIX. század (Erdélyi Országos Kormányhatósági Levéltárak, Gyulafehérvári Káptalan Országos Levéltára) Levéltári jelzete: F 6 - Filmtári helye: B 1470-B 1471. dobozok.
Genealógiai tabellák XIV-XIX. század (Bírósági Levéltárak, Levéltári jelzete: O 59 - Filmtári helye: B 1471- B 1473. dobozok). Többnyire a Processus tabulares (Jelzete: O 18), valamint az Acta post Advocates (Jelzete: O 69) c. állagokból kiemelt és kimásolt genealógiai tabellákat, illetve betűrendes mutatókat tartalmazza. Az O 58. állagban szintén vannak genealógiai tabellák, ezek még nincsenek mikrofilmre véve, így eredetiben kaphatja kézhez az érdeklődő.